# Campionato IMSA WeatherTech SportsCar 2021
Il campionato IMSA WeatherTech Sportscar 2021 è la 51ª edizione della categoria di massima rappresentanza dell'endurance negli Stati Uniti e controllata dall'IMSA (International Motor Sports Association). Il campionato IMSA WTSC si chiamava precedentemente United SportsCar Championship; è quel campionato che è nato dalle ceneri dell'ALMS (American Le Mans Series). Per questa stagione ci sarà un calendario da 12 gare con la partenza dalla Rolex 24 Ore di Daytona il 30 gennaio e si conclude con la Petit Le Mans.

## Classi
- DPi (Daytona Prototype International)
- LMP2 (Le Mans Prototype 2)
- LMP3 (Le Mans Prototype 3)
- GTLM (GT Le Mans)
- GTD (GT Daytona)

Per la stagione 2021, una nuova classe entrerà a far parte della gerarchia delle classi: Le Mans Prototype 3 (LMP3), nel tentativo di rafforzare il numero di iscritti in ogni gara. È una nuova aggiunta alla struttura del WeatherTech SportsCar Championship, essendo stata in precedenza la classe principale in una delle serie feeder del campionato, l'IMSA Prototype Challenge.

## Modifiche alle regole

### Regolamento sportivo
Il 9 settembre 2020, IMSA ha annunciato il rinnovo del proprio sistema a punti. Per la stagione 2021 in poi, il sistema a punti esistente sarebbe stato utilizzato per i risultati delle qualifiche, con lo stesso sistema a punti moltiplicato per 10 per la gara principale. Inoltre, le classi amatoriali esistenti (LMP2 e GTD) avrebbero una struttura di qualifica rivista, con la sessione divisa in due metà, con entrambe le metà che richiedono un pilota diverso e un set di pneumatici da utilizzare per le qualifiche. Questo formato si applica anche alla classe LMP3 in arrivo.

## Il calendario
Il calendario 2021 è stato confermato il 9 dicembre 2020 dopo varie modifiche a causa della pandemia da coronavirus, e modificando il format dei test-pre season aggiungendo una gara di qualifica (sprint race) sponsorizzata da Motul, Motul Pole Award 100 a Daytona la settimana prima della 24 Ore. Il calendario è formato da 12 round più 1, il calendario si diviede in 4 gare della Michelin Endurance Cup (con gare che vanno oltre le 6 Ore) e la WeatherTech Sprint Cup (con gare al massimo di 3 ore di durata).
Il programma provvisorio è stato rilasciato il 9 settembre 2020 e prevede 12 round. Il programma è in sospeso, tuttavia, a causa delle normative COVID-19 che potrebbero essere ancora in vigore.
Il 3 dicembre 2020, l'IMSA ha annunciato l'aggiunta del "Motul Pole Award 100", una gara di qualificazione in concomitanza con il test prestagionale "Roar Before the Rolex 24". L'evento di 100 minuti assegna punti qualificanti e stabilisce l'ordine di partenza per la Rolex 24 a Daytona. Due piloti devono gareggiare in ogni vettura, tuttavia i punti vengono assegnati a tutti i piloti in lista d'ingresso per ogni vettura. Ciò ha reso di fatto la partecipazione al test Roar Before the 24 obbligatoria per tutte le squadre che intendono correre la 24 Ore di Daytona.
Il 17 dicembre 2020, l'IMSA ha annunciato un adeguamento al programma a causa della pandemia di COVID-19 in corso, spostando i round "West Coast Swing" al WeatherTech Raceway Laguna Seca e al circuito cittadino di Long Beach da aprile a settembre.
Il 4 marzo 2021, l'IMSA ha annunciato un'ulteriore modifica al programma, sempre a causa della pandemia, perché la 24 Ore di Le Mans è stata riprogrammata al 21-22 agosto. Il round al VIR, che si è scontrato con la riprogrammata data di Le Mans, è stato spostato dal 22 agosto al 9 ottobre, mentre la Petit Le Mans di fine stagione è stata spostata dal 9 ottobre al 13 novembre.
In una modifica correlata il 25 marzo 2021, il round di Detroit, inizialmente previsto per il 5 giugno con le classi non presenti a Le Mans, è stato spostato indietro dopo il cambio di data per Le Mans, con il round spostato al 12 giugno e diventando un unico incontro con INDYCAR. La classe LMP2 è stata abbandonata dall'evento, con una sede sostitutiva che sarà annunciata in un secondo momento. La classe GTLM è stata aggiunta, ma non segnerà punti per il campionato.
In un quarto cambiamento relativo alla pandemia il 7 aprile 2021, l'IMSA ha annunciato la cancellazione dell'evento al Canadian Tire Motorsport Park a causa delle restrizioni di quarantena canadesi, sostituendolo con una distanza standard (tre ore di gara, 2 ore, 40 minuti di gara format) al Watkins Glen International venerdì 2 luglio, soprannominato "WeatherTech 240 at The Glen". La gara utilizzerà il format previsto per Mosport, con tutte le classi in gara; tuttavia la classe GTD otterrà punti solo per la WeatherTech Sprint Cup.
| Round | Gara                                     | Circuito                        | Classi               | Durata            | Data          | Trofeo                 |
| ----- | ---------------------------------------- | ------------------------------- | -------------------- | ----------------- | ------------- | ---------------------- |
| QR    | Motul Pole Award 100                     | Daytona International Speedway  | Tutte                | 1 ora e 40 minuti | 24 gennaio    |                        |
| 1     | Rolex 24 Hours at Daytona                | Daytona International Speedway  | Tutte                | 24 ore            | 30-31 gennaio | Michelin Endurance Cup |
| 2     | Mobil 1 Twelve Hours of Sebring          | Sebring International Raceway   | Tutte                | 12 ore            | 20 marzo      | Michelin Endurance Cup |
| 3     | Acura Sports Car Challenge               | Mid-Ohio Sports Car Course      | DPi, LMP3, GTD       | 2 ore e 40 minuti | 16 maggio     | WeatherTech Sprint Cup |
| 4     | Detroit Grand Prix                       | The Raceway on Belle Island     | DPi, GTLM, GTD       | 1 ora e 40 minuti | 12 giugno     | WeatherTech Sprint Cup |
| 5     | Sahlen's Six Hours of The Glen           | Watkins Glen International      | Tutte                | 6 ore             | 27 giugno     | Michelin Endurance Cup |
| 6     | WeatherTech 240 at the Glen              | Watkins Glen International      | Tutte                | 2 ore e 40 minuti | 2 luglio      | WeatherTech Sprint Cup |
| 7     | Northeast Grand Prix                     | Lime Rock Park                  | GTLM, GTD            | 2 ore e 40 minuti | 17 luglio     | WeatherTech Sprint Cup |
| 8     | IMSA Sports Car Weekend                  | Road America                    | Tutte                | 2 ore e 40 minuti | 8 agosto      | WeatherTech Sprint Cup |
| 9     | Hyundai Monterey Sports Car Championship | WethearTech Raceway Laguna Seca | DPi, LMP2, GLTM, GTD | 2 ore e 40 minuti | 12 settembre  | WeatherTech Sprint Cup |
| 10    | Acura Grand Prix of Long Beach           | Long Beach Street Circuit       | DPi, GTLM, GTD       | 1 ora e 40 minuti | 25 settembre  | WeatherTech Sprint Cup |
| 11    | Michelin GT Challenge at VIR             | Virginia International Raceway  | GTLM, GTD            | 2 ore e 40 minuti | 9 ottobre     | WeatherTech Sprint Cup |
| 12    | Motul Petit Le Mans                      | Michelin Raceway Road Atlanta   | Tutte                | 10 ore            | 13 novembre   | Michelin Endurance Cup |

## Scuderie e piloti

### DPi (Daytona Prototype international)
Per la stagione 2021 IMSA in categoria DPi avvengono molti cambiamenti dopo una stagione 2020 bloccata a causa del lockdown. Per Acura, il Team Penske decide di chiudere la partnership con Acura Motorsport affidando le 2 ARX-05 a Wayne Taylor Racing (ex-squadra Cadillac) e a Meyer Shank Racing (squadra Acura in categoria GTD). La Cadillac annuncia anche il ritiro di una delle 2 vetture JDC dall'IMSA rimanendo con 2 auto senza squadra riesce a ritrovare in un paio di settimane la Chip Ganassi Racing che ritorna nell'endurance americano dopo 4 stagioni di abbandono e la Action Express Racing che noleggia una seconda vettura preparata insieme alla squadra Nascar Hendrick Motorsport. Mazda Motorsport conferma ufficialmente che la RT24-P sarà solo una e sarà messa nelle mani di Multimatic interrompendo la partnership con Joest Racing.
| Scuderia                               | Vettura          | Motore                      | No. | Piloti               | Gare       |
| -------------------------------------- | ---------------- | --------------------------- | --- | -------------------- | ---------- |
| Cadillac Chip Ganassi Racing           | Cadillac DPi-V.R | Cadillac 5.5 L V8           | 01  | Kevin Magnussen      | 1-10       |
| Cadillac Chip Ganassi Racing           | Cadillac DPi-V.R | Cadillac 5.5 L V8           | 01  | Renger van der Zande | Tutte      |
| Cadillac Chip Ganassi Racing           | Cadillac DPi-V.R | Cadillac 5.5 L V8           | 01  | Scott Dixon          | 1-2, 12    |
| Cadillac Chip Ganassi Racing           | Cadillac DPi-V.R | Cadillac 5.5 L V8           | 01  | Earl Bamber          | 12         |
| JDC-Mustang Sampling Racing            | Cadillac DPi-V.R | Cadillac 5.5 L V8           | 5   | Loïc Duval           | Tutte      |
| JDC-Mustang Sampling Racing            | Cadillac DPi-V.R | Cadillac 5.5 L V8           | 5   | Tristan Vautier      | Tutte      |
| JDC-Mustang Sampling Racing            | Cadillac DPi-V.R | Cadillac 5.5 L V8           | 5   | Sébastien Bourdais   | 1-2, 5, 12 |
| WTR-Konica Minolta Acura               | Acura ARX-05     | Acura AR35TT 3.5 L Turbo V6 | 10  | Filipe Albuquerque   | Tutte      |
| WTR-Konica Minolta Acura               | Acura ARX-05     | Acura AR35TT 3.5 L Turbo V6 | 10  | Ricky Taylor         | Tutte      |
| WTR-Konica Minolta Acura               | Acura ARX-05     | Acura AR35TT 3.5 L Turbo V6 | 10  | Alexander Rossi      | 1-2, 5, 12 |
| WTR-Konica Minolta Acura               | Acura ARX-05     | Acura AR35TT 3.5 L Turbo V6 | 10  | Hélio Castroneves    | 1          |
| Whelen Engineering Racing              | Cadillac DPi-V.R | Cadillac 5.5 L V8           | 31  | Luís Felipe Derani   | Tutte      |
| Whelen Engineering Racing              | Cadillac DPi-V.R | Cadillac 5.5 L V8           | 31  | Felipe Nasr          | Tutte      |
| Whelen Engineering Racing              | Cadillac DPi-V.R | Cadillac 5.5 L V8           | 31  | Mike Conway          | 1-2, 5, 12 |
| Whelen Engineering Racing              | Cadillac DPi-V.R | Cadillac 5.5 L V8           | 31  | Chase Elliott II     | 1          |
| Ally Cadillac Racing                   | Cadillac DPi-V.R | Cadillac 5.5 L V8           | 48  | Jimmie Johnson       | 1-2, 5, 12 |
| Ally Cadillac Racing                   | Cadillac DPi-V.R | Cadillac 5.5 L V8           | 48  | Kamui Kobayashi      | 1-2, 5, 12 |
| Ally Cadillac Racing                   | Cadillac DPi-V.R | Cadillac 5.5 L V8           | 48  | Simon Pagenaud       | 1-2, 5, 12 |
| Ally Cadillac Racing                   | Cadillac DPi-V.R | Cadillac 5.5 L V8           | 48  | Mike Rockenfeller    | 1          |
| Mazda Motorsport                       | Mazda RT24-P     | Mazda MZ2.0T 2.0 L Turbo I4 | 55  | Oliver Jarvis        | Tutte      |
| Mazda Motorsport                       | Mazda RT24-P     | Mazda MZ2.0T 2.0 L Turbo I4 | 55  | Harry Tincknell      | Tutte      |
| Mazda Motorsport                       | Mazda RT24-P     | Mazda MZ2.0T 2.0 L Turbo I4 | 55  | Jonathan Bomarito    | 1-2, 5, 12 |
| Meyer Shank Racing with Curb-Agajanian | Acura ARX-05     | Acura AR35TT 3.5 L Turbo V6 | 60  | Dane Cameron         | Tutte      |
| Meyer Shank Racing with Curb-Agajanian | Acura ARX-05     | Acura AR35TT 3.5 L Turbo V6 | 60  | Olivier Pla          | 1-6, 8-10  |
| Meyer Shank Racing with Curb-Agajanian | Acura ARX-05     | Acura AR35TT 3.5 L Turbo V6 | 60  | Juan Pablo Montoya   | 1-2, 12    |
| Meyer Shank Racing with Curb-Agajanian | Acura ARX-05     | Acura AR35TT 3.5 L Turbo V6 | 60  | A.J. Allmendinger    | 1          |
| Meyer Shank Racing with Curb-Agajanian | Acura ARX-05     | Acura AR35TT 3.5 L Turbo V6 | 60  | Hélio Castroneves    | 12         |

### LMP2 (Le Mans Prototype 2)
Per la stagione 2021 IMSA in categoria LMP2 sono presenti molte novità col debutto di nuove scuderie (alcune di esse provenienti dal Campionato del mondo Endurance) come Cetilar Racing che disputerà la sua ultima gara a Daytona col Dallara P217; il Racing Team Nederland ha già una wildcard per la 24 Ore di Daytona insieme ad High Class Racing e Inter Europol Competition.
| Scuderia                       | Vettura        | No. | Piloti                 | Gare            |
| ------------------------------ | -------------- | --- | ---------------------- | --------------- |
| Tower Motorsport By Starworks  | Oreca 07       | 8   | Gabriel Aubry          | Tutte           |
| Tower Motorsport By Starworks  | Oreca 07       | 8   | John Farano            | Tutte           |
| Tower Motorsport By Starworks  | Oreca 07       | 8   | Timothé Buret          | 1-2             |
| Tower Motorsport By Starworks  | Oreca 07       | 8   | Matthieu Vaxivière     | 1               |
| Tower Motorsport By Starworks  | Oreca 07       | 8   | James French           | 5, 12           |
| WIN Autosport                  | Oreca 07       | 11  | Tristan Nunez          | Tutte           |
| WIN Autosport                  | Oreca 07       | 11  | Steven Thomas          | Tutte           |
| WIN Autosport                  | Oreca 07       | 11  | Thomas Merrill         | 1-2, 5, 12      |
| WIN Autosport                  | Oreca 07       | 11  | Matthew Bell           | 1               |
| Era Motorsport with IDEC Sport | Oreca 07       | 18  | Ryan Dalziel           | 1-2, 5, 8-9, 12 |
| Era Motorsport with IDEC Sport | Oreca 07       | 18  | Dwight Merriman        | 1-2, 5, 8-9, 12 |
| Era Motorsport with IDEC Sport | Oreca 07       | 18  | Kyle Tilley            | 1-2, 5, 12      |
| Era Motorsport with IDEC Sport | Oreca 07       | 18  | Paul-Loup Chatin       | 1               |
| High Class Racing              | Oreca 07       | 20  | Dennis Andersen        | 1               |
| High Class Racing              | Oreca 07       | 20  | Anders Fjordbach       | 1               |
| High Class Racing              | Oreca 07       | 20  | Ferdinand von Habsburg | 1               |
| High Class Racing              | Oreca 07       | 20  | Robert Kubica          | 1               |
| United Autosports              | Oreca 07       | 22  | Wayne Boyd             | 2, 5, 12        |
| United Autosports              | Oreca 07       | 22  | James McGuire          | 2, 5, 12        |
| United Autosports              | Oreca 07       | 22  | Guy Smith              | 2, 5, 12        |
| Racing Team Nederland          | Oreca 07       | 29  | Fritz van Eerd         | 1               |
| Racing Team Nederland          | Oreca 07       | 29  | Giedo van der Garde    | 1               |
| Racing Team Nederland          | Oreca 07       | 29  | Charles Milesi         | 1               |
| Racing Team Nederland          | Oreca 07       | 29  | Job van Uitert         | 1               |
| Cetilar Racing                 | Dallara P217   | 47  | Andrea Belicchi        | 1               |
| Cetilar Racing                 | Dallara P217   | 47  | Antonio Fuoco          | 1               |
| Cetilar Racing                 | Dallara P217   | 47  | Roberto Lacorte        | 1               |
| Cetilar Racing                 | Dallara P217   | 47  | Giorgio Sernagiotto    | 1               |
| RWR Eurasia                    | Ligier JS P217 | 51  | Austin Dillon          | 1               |
| RWR Eurasia                    | Ligier JS P217 | 51  | Sven Müller            | 1               |
| RWR Eurasia                    | Ligier JS P217 | 51  | Cody Ware              | 1               |
| RWR Eurasia                    | Ligier JS P217 | 51  | Salih Yoluç            | 1               |
| PR1/Mathiasen Motorsport       | Oreca 07       | 52  | Mikkel Jensen          | Tutte           |
| PR1/Mathiasen Motorsport       | Oreca 07       | 52  | Ben Keating            | Tutte           |
| PR1/Mathiasen Motorsport       | Oreca 07       | 52  | Scott Huffaker         | 1-2, 5, 12      |
| PR1/Mathiasen Motorsport       | Oreca 07       | 52  | Nicolas Lapierre       | 1               |
| DragonSpeed USA                | Oreca 07       | 81  | Garrett Grist          | 1               |
| DragonSpeed USA                | Oreca 07       | 81  | Ben Hanley             | 1               |
| DragonSpeed USA                | Oreca 07       | 81  | Rob Hodes              | 1               |
| DragonSpeed USA                | Oreca 07       | 81  | Rinus VeeKay           | 1               |
| DragonSpeed USA                | Oreca 07       | 82  | Devlin DeFrancesco     | 1               |
| DragonSpeed USA                | Oreca 07       | 82  | Eric Lux               | 1               |
| DragonSpeed USA                | Oreca 07       | 82  | Cristopher Mies        | 1               |
| DragonSpeed USA                | Oreca 07       | 82  | Fabian Schiller        | 1               |

### LMP3 (Le Mans Prototype 3)
Proveniente dalla Michelin Prototype Challenge arriva la categoria LMP3 a debuttare nel primo campionato IMSA per il 2021 dove la maggior parte delle squadre sono provenienti da quest'ultimo trofeo. Le vetture sono motorizzate da Nissan Nismo con il VK56DE 5.6L V8
| Scuderia                       | Vettura            | No. | Piloti             | Gare          |
| ------------------------------ | ------------------ | --- | ------------------ | ------------- |
| United Autosports              | Ligier JS P320     | 2   | Niklas Krütten     | 5, 12         |
| United Autosports              | Ligier JS P320     | 2   | Edouard Cauhaupé   | 5             |
| United Autosports              | Ligier JS P320     | 2   | Austin McCusker    | 5             |
| United Autosports              | Ligier JS P320     | 2   | Andy Meyrick       | 12            |
| United Autosports              | Ligier JS P320     | 2   | Tom Gamble         | 12            |
| Mühlner Motorsports America    | Duqueine M30-D08   | 6   | Laurents Hörr      | 1             |
| Mühlner Motorsports America    | Duqueine M30-D08   | 6   | Kenton Koch        | 1             |
| Mühlner Motorsports America    | Duqueine M30-D08   | 6   | Moritz Kranz       | 1             |
| Mühlner Motorsports America    | Duqueine M30-D08   | 6   | Stevan McAleer     | 1             |
| Forty7 Motorsports             | Duqueine M30-D08   | 7   | Mark Kvamme        | 1, 12         |
| Forty7 Motorsports             | Duqueine M30-D08   | 7   | Gabby Chaves       | 1             |
| Forty7 Motorsports             | Duqueine M30-D08   | 7   | Trenton Estep      | 1             |
| Forty7 Motorsports             | Duqueine M30-D08   | 7   | Ryan Norman        | 1             |
| Forty7 Motorsports             | Duqueine M30-D08   | 7   | Oliver Askew       | 2             |
| Forty7 Motorsports             | Duqueine M30-D08   | 7   | Stevan McAleer     | 2             |
| Forty7 Motorsports             | Duqueine M30-D08   | 7   | Austin McCusker    | 2             |
| Forty7 Motorsports             | Duqueine M30-D08   | 7   | Rodrigo Pflucker   | 12            |
| Forty7 Motorsports             | Duqueine M30-D08   | 7   | Stefan Rzadzinski  | 12            |
| Jr III Motorsports             | Ligier JS P320     | 30  | Terry Olson        | 8             |
| Jr III Motorsports             | Ligier JS P320     | 30  | Mike Skeen         | 8             |
| Jr III Motorsports             | Ligier JS P320     | 30  | Ari Balogh         | 12            |
| Jr III Motorsports             | Ligier JS P320     | 30  | Garett Grist       | 12            |
| Jr III Motorsports             | Ligier JS P320     | 30  | Spencer Pigot      | 12            |
| Sean Creech Motorsport         | Ligier JS P320     | 33  | João Barbosa       | 1-3           |
| Sean Creech Motorsport         | Ligier JS P320     | 33  | Lance Willsey      | 1-3           |
| Sean Creech Motorsport         | Ligier JS P320     | 33  | Yann Clairay       | 1-3           |
| Sean Creech Motorsport         | Ligier JS P320     | 33  | Wayne Boyd         | 1             |
| Andretti Autosport             | Ligier JS P320     | 36  | Jarett Andretti    | 3, 5-6, 8, 12 |
| Andretti Autosport             | Ligier JS P320     | 36  | Oliver Askew       | 3, 5-6, 8, 12 |
| Andretti Autosport             | Ligier JS P320     | 36  | Marco Andretti     | 5             |
| Andretti Autosport             | Ligier JS P320     | 36  | Josh Burdon        | 12            |
| Performance Tech Motorsport    | Ligier JS P320     | 38  | Rasmus Lindh       | Tutte         |
| Performance Tech Motorsport    | Ligier JS P320     | 38  | Mateo Llarena      | 1-2, 5-6      |
| Performance Tech Motorsport    | Ligier JS P320     | 38  | Cameron Cassels    | 1             |
| Performance Tech Motorsport    | Ligier JS P320     | 38  | Ayrton Ori         | 1             |
| Performance Tech Motorsport    | Ligier JS P320     | 38  | Dan Goldburg       | 2-3, 8, 12    |
| Performance Tech Motorsport    | Ligier JS P320     | 38  | Malthe Jakobsen    | 12            |
| FastMD Racing                  | Duqueine M30 - D08 | 40  | Todd Archer        | 12            |
| FastMD Racing                  | Duqueine M30 - D08 | 40  | Max Hanratty       | 12            |
| FastMD Racing                  | Duqueine M30 - D08 | 40  | James Vance        | 12            |
| CORE Autosport                 | Ligier JS P320     | 54  | Jon Bennett        | Tutte         |
| CORE Autosport                 | Ligier JS P320     | 54  | Colin Braun        | Tutte         |
| CORE Autosport                 | Ligier JS P320     | 54  | George Kurtz       | 1-2, 5, 12    |
| CORE Autosport                 | Ligier JS P320     | 54  | Matt McMurry       | 1             |
| Riley Motorsports              | Ligier JS P320     | 74  | Gar Robinson       | Tutte         |
| Riley Motorsports              | Ligier JS P320     | 74  | Scott Andrews      | 1-2, 5, 12    |
| Riley Motorsports              | Ligier JS P320     | 74  | Spencer Pigot      | 1-2           |
| Riley Motorsports              | Ligier JS P320     | 74  | Oliver Askew       | 1             |
| Riley Motorsports              | Ligier JS P320     | 74  | Felipe Fraga       | 3, 5-6, 8, 12 |
| Riley Motorsports              | Ligier JS P320     | 91  | Jim Cox            | Tutte         |
| Riley Motorsports              | Ligier JS P320     | 91  | Dylan Murry        | Tutte         |
| Riley Motorsports              | Ligier JS P320     | 91  | Jeroen Bleekemolen | 1-2, 5, 12    |
| Riley Motorsports              | Ligier JS P320     | 91  | Austin McCusker    | 1             |
| Wulver Motorsports             | Ligier JS P320     | 61  | Tõnis Kasemets     | 8             |
| Wulver Motorsports             | Ligier JS P320     | 61  | Augie Pabst        | 8             |
| WIN Autosport                  | Duqueine M30-D08   | 83  | Matthew Bell       | 2, 12         |
| WIN Autosport                  | Duqueine M30-D08   | 83  | Niklas Kruetten    | 2             |
| WIN Autosport                  | Duqueine M30-D08   | 83  | Rodrigo Sales      | 2             |
| WIN Autosport                  | Duqueine M30-D08   | 83  | Naveen Rao         | 12            |
| WIN Autosport                  | Duqueine M30-D08   | 83  | Josh Skelton       | 12            |
| D3+ Transformers-Dawson Racing | Ligier JS P320     | 84  | Dominic Cicero     | 5-6           |
| D3+ Transformers-Dawson Racing | Ligier JS P320     | 84  | Theodor Olsen      | 5-6           |
| D3+ Transformers-Dawson Racing | Ligier JS P320     | 84  | Ben Devlin         | 5             |

### GTLM (GT Le Mans)
Per la stagione 2021 IMSA in categoria GTLM avvengono molti cambiamenti. Col ritiro di BMW dal WEC, conferma il finanziamento al team RLL per disputare soltanto la Michelin Endurance Cup. In casa Ferrari Risi conferma la sua presenza. Per le Corvette l'obbiettivo è vincere a Daytona per poi fare l'assalto alla vittoria di campionato.
| Scuderia           | Vettura                 | Motore                       | No. | Piloti                | Gare            |
| ------------------ | ----------------------- | ---------------------------- | --- | --------------------- | --------------- |
| Corvette Racing    | Chevrolet Corvette C8.R | Chevrolet 5.5L V8            | 3   | Antonio García        | Tutte           |
| Corvette Racing    | Chevrolet Corvette C8.R | Chevrolet 5.5L V8            | 3   | Jordan Taylor         | Tutte           |
| Corvette Racing    | Chevrolet Corvette C8.R | Chevrolet 5.5L V8            | 3   | Nicky Catsburg        | 1-2, 12         |
| Corvette Racing    | Chevrolet Corvette C8.R | Chevrolet 5.5L V8            | 4   | Tommy Milner          | Tutte           |
| Corvette Racing    | Chevrolet Corvette C8.R | Chevrolet 5.5L V8            | 4   | Nick Tandy            | Tutte           |
| Corvette Racing    | Chevrolet Corvette C8.R | Chevrolet 5.5L V8            | 4   | Alexander Sims        | 1-2, 12         |
| BMW Team RLL       | BMW M8 GTE              | BMW S63 4.0L Turbo V8        | 24  | John Edwards          | 1-2, 5, 12      |
| BMW Team RLL       | BMW M8 GTE              | BMW S63 4.0L Turbo V8        | 24  | Augusto Farfus Jr.    | 1-2, 5, 12      |
| BMW Team RLL       | BMW M8 GTE              | BMW S63 4.0L Turbo V8        | 24  | Jesse Krohn           | 1-2, 5, 12      |
| BMW Team RLL       | BMW M8 GTE              | BMW S63 4.0L Turbo V8        | 24  | Marco Wittmann        | 1               |
| BMW Team RLL       | BMW M8 GTE              | BMW S63 4.0L Turbo V8        | 25  | Connor De Philippi    | 1-2, 5, 12      |
| BMW Team RLL       | BMW M8 GTE              | BMW S63 4.0L Turbo V8        | 25  | Philipp Eng           | 1-2, 5, 12      |
| BMW Team RLL       | BMW M8 GTE              | BMW S63 4.0L Turbo V8        | 25  | Bruno Spengler        | 1-2, 5, 12      |
| BMW Team RLL       | BMW M8 GTE              | BMW S63 4.0L Turbo V8        | 25  | Timo Glock            | 1               |
| Risi Competizione  | Ferrari 488 GTE Evo     | Ferrari F154CB 3.9L Turbo V8 | 62  | James Calado          | 1               |
| Risi Competizione  | Ferrari 488 GTE Evo     | Ferrari F154CB 3.9L Turbo V8 | 62  | Jules Gounon          | 1               |
| Risi Competizione  | Ferrari 488 GTE Evo     | Ferrari F154CB 3.9L Turbo V8 | 62  | Alessandro Pier Guidi | 1               |
| Risi Competizione  | Ferrari 488 GTE Evo     | Ferrari F154CB 3.9L Turbo V8 | 62  | Davide Rigon          | 1               |
| WeatherTech Racing | Porsche 911 RSR-19      | Porsche 4.2L Flat-6          | 79  | Cooper MacNeil        | 1-2, 5-12       |
| WeatherTech Racing | Porsche 911 RSR-19      | Porsche 4.2L Flat-6          | 79  | Kévin Estre           | 1, 11           |
| WeatherTech Racing | Porsche 911 RSR-19      | Porsche 4.2L Flat-6          | 79  | Gianmaria Bruni       | 1               |
| WeatherTech Racing | Porsche 911 RSR-19      | Porsche 4.2L Flat-6          | 79  | Richard Lietz         | 1               |
| WeatherTech Racing | Porsche 911 RSR-19      | Porsche 4.2L Flat-6          | 79  | Matt Campbell         | 2, 5-6, 8-9, 12 |
| WeatherTech Racing | Porsche 911 RSR-19      | Porsche 4.2L Flat-6          | 79  | Mathieu Jaminet       | 2, 5, 7, 10, 12 |
| WeatherTech Racing | Porsche 911 RSR-19      | Porsche 4.2L Flat-6          | 97  | Frédéric Makowiecki   | 12              |
| WeatherTech Racing | Porsche 911 RSR-19      | Porsche 4.2L Flat-6          | 97  | Kévin Estre           | 12              |
| WeatherTech Racing | Porsche 911 RSR-19      | Porsche 4.2L Flat-6          | 97  | Michael Christensen   | 12              |

### GTD (GT Daytona)
| Scuderia                                  | Vettura                      | Motore                       | No. | Piloti               | Gare            |
| ----------------------------------------- | ---------------------------- | ---------------------------- | --- | -------------------- | --------------- |
| Paul Miller Racing                        | Lamborghini Huracán GT3 Evo  | Lamborghini 5.2L V10         | 1   | Bryan Sellers        | Tutte           |
| Paul Miller Racing                        | Lamborghini Huracán GT3 Evo  | Lamborghini 5.2L V10         | 1   | Madison Snow         | Tutte           |
| Paul Miller Racing                        | Lamborghini Huracán GT3 Evo  | Lamborghini 5.2L V10         | 1   | Corey Lewis          | 1-2, 5, 12      |
| Paul Miller Racing                        | Lamborghini Huracán GT3 Evo  | Lamborghini 5.2L V10         | 1   | Andrea Caldarelli    | 1               |
| Pfaff Motorsports                         | Porsche 911 GT3 R            | Porsche 4.0L Flat-6          | 9   | Zacharie Robichon    | 1-3, 5, 7-12    |
| Pfaff Motorsports                         | Porsche 911 GT3 R            | Porsche 4.0L Flat-6          | 9   | Laurens Vanthoor     | 1-3, 5, 7-12    |
| Pfaff Motorsports                         | Porsche 911 GT3 R            | Porsche 4.0L Flat-6          | 9   | Lars Kern            | 1-2, 5, 12      |
| Pfaff Motorsports                         | Porsche 911 GT3 R            | Porsche 4.0L Flat-6          | 9   | Matt Campbell        | 1               |
| Vasser-Sullivan Racing                    | Lexus RC F GT3               | Toyota 2UR 5.0L V8           | 12  | Frankie Montecalvo   | Tutte           |
| Vasser-Sullivan Racing                    | Lexus RC F GT3               | Toyota 2UR 5.0L V8           | 12  | Zach Veach           | 1-3, 5-12       |
| Vasser-Sullivan Racing                    | Lexus RC F GT3               | Toyota 2UR 5.0L V8           | 12  | Robert Meneginnis    | 1-2, 5, 12      |
| Vasser-Sullivan Racing                    | Lexus RC F GT3               | Toyota 2UR 5.0L V8           | 12  | Townsend Bell        | 1, 4            |
| Vasser-Sullivan Racing                    | Lexus RC F GT3               | Toyota 2UR 5.0L V8           | 14  | Jack Hawksworth      | Tutte           |
| Vasser-Sullivan Racing                    | Lexus RC F GT3               | Toyota 2UR 5.0L V8           | 14  | Aaron Telitz         | Tutte           |
| Vasser-Sullivan Racing                    | Lexus RC F GT3               | Toyota 2UR 5.0L V8           | 14  | Kyle Kirkwood        | 1-2, 5, 12      |
| Vasser-Sullivan Racing                    | Lexus RC F GT3               | Toyota 2UR 5.0L V8           | 14  | Oliver Gavin         | 1               |
| Wright Motorsports                        | Porsche 911 GT3 R            | Porsche 4.0L Flat-6          | 16  | Patrick Long         | 1-3, 5, 7-12    |
| Wright Motorsports                        | Porsche 911 GT3 R            | Porsche 4.0L Flat-6          | 16  | Trent Hidman         | 1-2, 5, 7-12    |
| Wright Motorsports                        | Porsche 911 GT3 R            | Porsche 4.0L Flat-6          | 16  | Jay Heylen           | 1-2, 5, 12      |
| Wright Motorsports                        | Porsche 911 GT3 R            | Porsche 4.0L Flat-6          | 16  | Klaus Bachler        | 1               |
| Wright Motorsports                        | Porsche 911 GT3 R            | Porsche 4.0L Flat-6          | 16  | Ryan Hardwick        | 3               |
| GRT Grasser Racing Team                   | Lamborghini Huracán GT3 Evo  | Lamborghini 5.2L V10         | 19  | Tim Zimmermann       | 1-2, 5          |
| GRT Grasser Racing Team                   | Lamborghini Huracán GT3 Evo  | Lamborghini 5.2L V10         | 19  | Franck Perera        | 1-2, 5-8, 10-12 |
| GRT Grasser Racing Team                   | Lamborghini Huracán GT3 Evo  | Lamborghini 5.2L V10         | 19  | Albert Costa         | 1               |
| GRT Grasser Racing Team                   | Lamborghini Huracán GT3 Evo  | Lamborghini 5.2L V10         | 19  | Misha Goikhberg      | 1, 4-8, 10-12   |
| GRT Grasser Racing Team                   | Lamborghini Huracán GT3 Evo  | Lamborghini 5.2L V10         | 19  | Stephen Simpson      | 2               |
| GRT Grasser Racing Team                   | Lamborghini Huracán GT3 Evo  | Lamborghini 5.2L V10         | 19  | Marco Mapelli        | 4               |
| GRT Grasser Racing Team                   | Lamborghini Huracán GT3 Evo  | Lamborghini 5.2L V10         | 19  | Michele Beretta      | 12              |
| GRT Grasser Racing Team                   | Lamborghini Huracán GT3 Evo  | Lamborghini 5.2L V10         | 111 | Mirko Bortolotti     | 1               |
| GRT Grasser Racing Team                   | Lamborghini Huracán GT3 Evo  | Lamborghini 5.2L V10         | 111 | Rolf Ineichen        | 1               |
| GRT Grasser Racing Team                   | Lamborghini Huracán GT3 Evo  | Lamborghini 5.2L V10         | 111 | Marco Mapelli        | 1               |
| GRT Grasser Racing Team                   | Lamborghini Huracán GT3 Evo  | Lamborghini 5.2L V10         | 111 | Steijn Schorthorst   | 1               |
| AF Corse                                  | Ferrari 488 GT3 Evo 2020     | Ferrari F154CB 3.9L Turbo V8 | 21  | Matteo Cressoni      | 1               |
| AF Corse                                  | Ferrari 488 GT3 Evo 2020     | Ferrari F154CB 3.9L Turbo V8 | 21  | Simon Mann           | 1               |
| AF Corse                                  | Ferrari 488 GT3 Evo 2020     | Ferrari F154CB 3.9L Turbo V8 | 21  | Nicklas Nielsen      | 1               |
| AF Corse                                  | Ferrari 488 GT3 Evo 2020     | Ferrari F154CB 3.9L Turbo V8 | 21  | Daniel Serra         | 1               |
| Heart Of Racing Team                      | Aston Martin Vantage AMR GT3 | Aston Martin 4.0L Turbo V8   | 23  | Roman De Angelis     | Tutte           |
| Heart Of Racing Team                      | Aston Martin Vantage AMR GT3 | Aston Martin 4.0L Turbo V8   | 23  | Ross Gunn            | Tutte           |
| Heart Of Racing Team                      | Aston Martin Vantage AMR GT3 | Aston Martin 4.0L Turbo V8   | 23  | Ian James            | 1-2, 5, 12      |
| Heart Of Racing Team                      | Aston Martin Vantage AMR GT3 | Aston Martin 4.0L Turbo V8   | 23  | Darren Turner        | 1               |
| Heart Of Racing Team                      | Aston Martin Vantage AMR GT3 | Aston Martin 4.0L Turbo V8   | 27  | Ian James            | 9-11            |
| Heart Of Racing Team                      | Aston Martin Vantage AMR GT3 | Aston Martin 4.0L Turbo V8   | 27  | Alex Riberas         | 9-11            |
| O'Gara Motorsport - USRT                  | Mercedes-AMG GT3 Evo         | Mercedes-AMG M159 6.2L V8    | 26  | Steven Aghakhani     | 10              |
| O'Gara Motorsport - USRT                  | Mercedes-AMG GT3 Evo         | Mercedes-AMG M159 6.2L V8    | 26  | Jake Eidson          | 10              |
| Alegra Motorsports                        | Mercedes-AMG GT3 Evo         | Mercedes-AMG M159 6.2L V8    | 28  | Daniel Morad         | 1-6, 11-12      |
| Alegra Motorsports                        | Mercedes-AMG GT3 Evo         | Mercedes-AMG M159 6.2L V8    | 28  | Billy Johnson        | 1-2, 5          |
| Alegra Motorsports                        | Mercedes-AMG GT3 Evo         | Mercedes-AMG M159 6.2L V8    | 28  | Maximilian Buhk      | 1               |
| Alegra Motorsports                        | Mercedes-AMG GT3 Evo         | Mercedes-AMG M159 6.2L V8    | 28  | Mike Skeen           | 1               |
| Alegra Motorsports                        | Mercedes-AMG GT3 Evo         | Mercedes-AMG M159 6.2L V8    | 28  | Michael de Quesada   | 2-6, 11-12      |
| Alegra Motorsports                        | Mercedes-AMG GT3 Evo         | Mercedes-AMG M159 6.2L V8    | 28  | Daniel Juncadella    | 12              |
| Gilbert Korthoff Motorsports              | Mercedes-AMG GT3 Evo         | Mercedes-AMG M159 6.2L V8    | 32  | Guy Cosmo            | 6, 8, 11-12     |
| Gilbert Korthoff Motorsports              | Mercedes-AMG GT3 Evo         | Mercedes-AMG M159 6.2L V8    | 32  | Shane Lewis          | 6, 8            |
| Gilbert Korthoff Motorsports              | Mercedes-AMG GT3 Evo         | Mercedes-AMG M159 6.2L V8    | 32  | Mike Skeen           | 11-12           |
| Gilbert Korthoff Motorsports              | Mercedes-AMG GT3 Evo         | Mercedes-AMG M159 6.2L V8    | 32  | Steven McAleer       | 12              |
| GMC Racing                                | Porsche 911 GT3 R            | Porsche 4.0L Flat-6          | 34  | James Sofronas       | 10              |
| GMC Racing                                | Porsche 911 GT3 R            | Porsche 4.0L Flat-6          | 34  | Kyle Washington      | 10              |
| CarBahn Motorsports with Peregrine Racing | Audi R8 LMS Evo              | Audi 5.2L V10                | 39  | Richard Heistand     | 3-11            |
| CarBahn Motorsports with Peregrine Racing | Audi R8 LMS Evo              | Audi 5.2L V10                | 39  | Jeff Westphal        | 3-11            |
| CarBahn Motorsports with Peregrine Racing | Audi R8 LMS Evo              | Audi 5.2L V10                | 39  | Tyler McQuarrie      | 5               |
| NTE Sport                                 | Audi R8 LMS Evo              | Audi 5.2L V10                | 42  | Don Yount            | 1, 5, 8, 12     |
| NTE Sport                                 | Audi R8 LMS Evo              | Audi 5.2L V10                | 42  | Andrew Davis         | 1               |
| NTE Sport                                 | Audi R8 LMS Evo              | Audi 5.2L V10                | 42  | J. R. Hildebrand Jr. | 1, 8            |
| NTE Sport                                 | Audi R8 LMS Evo              | Audi 5.2L V10                | 42  | Alan Metni           | 1               |
| NTE Sport                                 | Audi R8 LMS Evo              | Audi 5.2L V10                | 42  | Jaden Conwright      | 5, 12           |
| NTE Sport                                 | Audi R8 LMS Evo              | Audi 5.2L V10                | 42  | Markus Palttala      | 5               |
| NTE Sport                                 | Audi R8 LMS Evo              | Audi 5.2L V10                | 42  | Benjamín Hites       | 12              |
| Magnus Racing with Archangel Motorsports  | Acura NSX GT3 Evo            | Acura 3.5L Turbo V6          | 44  | Andy Lally           | 1-3, 5, 7-12    |
| Magnus Racing with Archangel Motorsports  | Acura NSX GT3 Evo            | Acura 3.5L Turbo V6          | 44  | John Potter          | 1-3, 5, 7-12    |
| Magnus Racing with Archangel Motorsports  | Acura NSX GT3 Evo            | Acura 3.5L Turbo V6          | 44  | Spencer Pumpelly     | 1-2, 5, 12      |
| Magnus Racing with Archangel Motorsports  | Acura NSX GT3 Evo            | Acura 3.5L Turbo V6          | 44  | Mario Farnbacher     | 1               |
| HTP Winward Motorsport                    | Mercedes-AMG GT3 Evo         | Mercedes-AMG M159 6.2L V8    | 57  | Philip Ellis         | 1, 12           |
| HTP Winward Motorsport                    | Mercedes-AMG GT3 Evo         | Mercedes-AMG M159 6.2L V8    | 57  | Maro Engel           | 1, 12           |
| HTP Winward Motorsport                    | Mercedes-AMG GT3 Evo         | Mercedes-AMG M159 6.2L V8    | 57  | Russell Ward         | 1, 12           |
| HTP Winward Motorsport                    | Mercedes-AMG GT3 Evo         | Mercedes-AMG M159 6.2L V8    | 57  | Indy Dontje          | 1               |
| Scuderia Corsa                            | Ferrari 488 GT3 Evo 2020     | Ferrari F154CB 3.9L Turbo V8 | 63  | Ryan Briscoe         | 1               |
| Scuderia Corsa                            | Ferrari 488 GT3 Evo 2020     | Ferrari F154CB 3.9L Turbo V8 | 63  | Bret Curtis          | 1               |
| Scuderia Corsa                            | Ferrari 488 GT3 Evo 2020     | Ferrari F154CB 3.9L Turbo V8 | 63  | Marcos Gomes         | 1               |
| Scuderia Corsa                            | Ferrari 488 GT3 Evo 2020     | Ferrari F154CB 3.9L Turbo V8 | 63  | Ed Jones             | 1               |
| Scuderia Corsa                            | Ferrari 488 GT3 Evo 2020     | Ferrari F154CB 3.9L Turbo V8 | 63  | Colin Braun          | 10              |
| Scuderia Corsa                            | Ferrari 488 GT3 Evo 2020     | Ferrari F154CB 3.9L Turbo V8 | 63  | Daniel Mancinelli    | 10              |
| Team TGM                                  | Porsche 911 GT3 R            | Porsche 4.0L Flat-6          | 64  | Ted Giovanis         | 1               |
| Team TGM                                  | Porsche 911 GT3 R            | Porsche 4.0L Flat-6          | 64  | Hugh Plumb           | 1               |
| Team TGM                                  | Porsche 911 GT3 R            | Porsche 4.0L Flat-6          | 64  | Matt Plumb           | 1               |
| Team TGM                                  | Porsche 911 GT3 R            | Porsche 4.0L Flat-6          | 64  | Owen Trinkler        | 1               |
| Gradient Racing                           | Acura NSX GT3 Evo            | Acura 3.5L Turbo V6          | 66  | Till Bechtolsheimer  | 3-4, 6-11       |
| Gradient Racing                           | Acura NSX GT3 Evo            | Acura 3.5L Turbo V6          | 66  | Marc Miller          | 3-4, 6-10       |
| Gradient Racing                           | Acura NSX GT3 Evo            | Acura 3.5L Turbo V6          | 66  | Mario Farnbacher     | 11              |
| Inception Racing with Optimum Motorsport  | McLaren 720S GT3             | McLaren M840T 4.0L Turbo V8  | 70  | Ben Barnicoat        | 12              |
| Inception Racing with Optimum Motorsport  | McLaren 720S GT3             | McLaren M840T 4.0L Turbo V8  | 70  | Brendan Iribe        | 12              |
| Inception Racing with Optimum Motorsport  | McLaren 720S GT3             | McLaren M840T 4.0L Turbo V8  | 70  | Frederik Schandorff  | 12              |
| SunEnergy1 Racing                         | Mercedes-AMG GT3 Evo         | Mercedes-AMG M159 6.2L V8    | 75  | Mikaël Grenier       | 1-2, 4-5        |
| SunEnergy1 Racing                         | Mercedes-AMG GT3 Evo         | Mercedes-AMG M159 6.2L V8    | 75  | Kenny Habul          | 1-2, 4-5        |
| SunEnergy1 Racing                         | Mercedes-AMG GT3 Evo         | Mercedes-AMG M159 6.2L V8    | 75  | Raffaele Marciello   | 1               |
| SunEnergy1 Racing                         | Mercedes-AMG GT3 Evo         | Mercedes-AMG M159 6.2L V8    | 75  | Luca Stolz           | 1               |
| SunEnergy1 Racing                         | Mercedes-AMG GT3 Evo         | Mercedes-AMG M159 6.2L V8    | 75  | Maro Engel           | 2, 5            |
| Richard Mille - Compass Racing            | Acura NSX GT3 Evo            | Acura 3.5L Turbo V6          | 76  | Mario Farnbacher     | 3-4, 6-10       |
| Richard Mille - Compass Racing            | Acura NSX GT3 Evo            | Acura 3.5L Turbo V6          | 76  | Jeff Kingsley        | 3-4, 6-8        |
| Richard Mille - Compass Racing            | Acura NSX GT3 Evo            | Acura 3.5L Turbo V6          | 76  | Jacob Abel           | 9               |
| Richard Mille - Compass Racing            | Acura NSX GT3 Evo            | Acura 3.5L Turbo V6          | 76  | Matt McMurry         | 10              |
| Team Hardpoint EBM                        | Porsche 911 GT3 R            | Porsche 4.0L Flat-6          | 88  | Katherine Legge      | Tutte           |
| Team Hardpoint EBM                        | Porsche 911 GT3 R            | Porsche 4.0L Flat-6          | 88  | Christina Nielsen    | 1-2             |
| Team Hardpoint EBM                        | Porsche 911 GT3 R            | Porsche 4.0L Flat-6          | 88  | Earl Bamber          | 1               |
| Team Hardpoint EBM                        | Porsche 911 GT3 R            | Porsche 4.0L Flat-6          | 88  | Rob Ferriol          | 1, 3-12         |
| Team Hardpoint EBM                        | Porsche 911 GT3 R            | Porsche 4.0L Flat-6          | 88  | Bia Figueiredo       | 2               |
| Team Hardpoint EBM                        | Porsche 911 GT3 R            | Porsche 4.0L Flat-6          | 88  | Andrew Davis         | 5, 12           |
| Team Hardpoint EBM                        | Porsche 911 GT3 R            | Porsche 4.0L Flat-6          | 99  | Earl Bamber          | 2               |
| Team Hardpoint EBM                        | Porsche 911 GT3 R            | Porsche 4.0L Flat-6          | 99  | Trenton Estep        | 2               |
| Team Hardpoint EBM                        | Porsche 911 GT3 R            | Porsche 4.0L Flat-6          | 99  | Rob Ferriol          | 2               |
| Turner Motorsport                         | BMW M6 GT3                   | BMW 4.4L Turbo V8            | 96  | Bill Auberlen        | Tutte           |
| Turner Motorsport                         | BMW M6 GT3                   | BMW 4.4L Turbo V8            | 96  | Robby Floey          | Tutte           |
| Turner Motorsport                         | BMW M6 GT3                   | BMW 4.4L Turbo V8            | 96  | Aidan Read           | 1-2, 5, 12      |
| Turner Motorsport                         | BMW M6 GT3                   | BMW 4.4L Turbo V8            | 96  | Colton Herta         | 1               |
| TF Sport                                  | Aston Martin Vantage AMR GT3 | Aston Martin 4.0L Turbo V8   | 97  | Charlie Eastwood     | 1               |
| TF Sport                                  | Aston Martin Vantage AMR GT3 | Aston Martin 4.0L Turbo V8   | 97  | Ben Keating          | 1               |
| TF Sport                                  | Aston Martin Vantage AMR GT3 | Aston Martin 4.0L Turbo V8   | 97  | Max Root             | 1               |
| TF Sport                                  | Aston Martin Vantage AMR GT3 | Aston Martin 4.0L Turbo V8   | 97  | Richard Westbrook    | 1               |

## Risultati e classifiche
| Gara | Evento                                   | Circuito                       | Vincitori DPi                                                     | Vincitori LMP2                                            | Vincitori LMP3                                        | Vincitori GTLM                               | Vincitori GTD                                    | Resoconto |
| ---- | ---------------------------------------- | ------------------------------ | ----------------------------------------------------------------- | --------------------------------------------------------- | ----------------------------------------------------- | -------------------------------------------- | ------------------------------------------------ | --------- |
| QR   | Motul Pole Award 100                     | Daytona International Speedway | No. 31 Whelen Engineering Racing                                  | No. 52 PR1/Mathiasen Motorsports                          | No. 6 Mühlner Motorsports America                     | No. 4 Corvette Racing                        | No. 96 Turner Motorsport                         | Resoconto |
| QR   | Motul Pole Award 100                     | Daytona International Speedway | Luís Felipe Derani Felipe Nasr                                    | Mikkel Jensen Ben Keating                                 | Laurents Hörr Moritz Kranz                            | Alexander Sims Nick Tandy                    | Bill Auberlen Robby Foley                        | Resoconto |
| 1    | 24 Ore di Daytona                        | Daytona International Speedway | No. 10 WTR-Konica Minolta Acura                                   | No. 18 Era Motorsport with IDEC Sport                     | No. 74 Riley Motorsports                              | No. 3 Corvette Racing                        | No. 57 HTP Winward Motorsport                    | Resoconto |
| 1    | 24 Ore di Daytona                        | Daytona International Speedway | Filipe Albuquerque Hélio Castroneves Alexander Rossi Ricky Taylor | Paul-Loup Chatin Ryan Dalziel Dwight Merriman Kyle Tilley | Scott Andrews Oliver Askew Spencer Pigot Gar Robinson | Nicky Catsburg Antonio García Jordan Taylor  | Indy Dontje Philip Ellis Maro Engel Russell Ward | Resoconto |
| 2    | 12 Ore di Sebring                        | Circuito di Sebring            | No. 5 JDC-Mustang Sampling Racing                                 | No. 52 PR1/Mathiasen Motorsports                          | No. 54 CORE Autosport                                 | No. 79 WeatherTech Racing                    | No. 9 Pfaff Motorsports                          | Resoconto |
| 2    | 12 Ore di Sebring                        | Circuito di Sebring            | Sébastien Bourdais Loïc Duval Tristan Vautier                     | Scott Huffaker Mikkel Jensen Ben Keating                  | Jon Bennett Colin Braun George Kurtz                  | Matt Campbell Mathieu Jaminet Cooper MacNeil | Lars Kern Zach Robichon Laurens Vanthoor         | Resoconto |
| 3    | Sports Car Challenge at Mid-Ohio         | Circuito di Mid-Ohio           | No. 10 WTR-Konica Minolta Acura                                   | Non partecipano                                           | No. 74 Riley Motorsports                              | Non partecipano                              | No. 96 Turner Motorsport                         | Resoconto |
| 3    | Sports Car Challenge at Mid-Ohio         | Circuito di Mid-Ohio           | Filipe Albuquerque Ricky Taylor                                   | Non partecipano                                           | Felipe Fraga Gar Robinson                             | Non partecipano                              | Bill Auberlen Robby Foley                        | Resoconto |
| 4    | Detroit Grand Prix                       | Circuito di Detroit            | No. 01 Cadillac Chip Ganassi Racing                               | Non partecipano                                           | Non partecipano                                       | No. 4 Corvette Racing                        | No. 23 Heart of Racing Team                      | Resoconto |
| 4    | Detroit Grand Prix                       | Circuito di Detroit            | Kevin Magnussen Renger van der Zande                              | Non partecipano                                           | Non partecipano                                       | Tommy Milner Nick Tandy                      | Roman De Angelis Ross Gunn                       | Resoconto |
| 5    | 6 Ore di Watkins Glen                    | Watkins Glen International     | No. 55 Mazda Motorsport                                           | No. 11 WIN Autosport                                      | No. 74 Riley Motorsports                              | No. 3 Corvette Racing                        | No. 96 Turner Motorsport                         | Resoconto |
| 5    | 6 Ore di Watkins Glen                    | Watkins Glen International     | Jonathan Bomarito Oliver Jarvis Harry Tincknell                   | Thomas Merrill Tristan Nunez Steven Thomas                | Scott Andrews Felipe Fraga Gar Robinson               | Antonio García Jordan Taylor                 | Bill Auberlen Robby Foley Aidan Read             | Resoconto |
| 6    | Crown Royal 200 at the Glen              | Watkins Glen International     | No. 31 Whelen Engineering Racing                                  | No. 52 PR1/Mathiasen Motorsports                          | No. 74 Riley Motorsports                              | No. 3 Corvette Racing                        | No. 14 Vasser-Sullivan Racing                    | Resoconto |
| 6    | Crown Royal 200 at the Glen              | Watkins Glen International     | Luis Felipe Derani Felipe Nasr                                    | Mikkel Jensen Ben Keating                                 | Felipe Fraga Gar Robinson                             | Antonio García Jordan Taylor                 | Jack Hawksworth Aaron Telitz                     | Resoconto |
| 7    | Northeast Grand Prix                     | Lime Rock Park                 | Non partecipano                                                   | Non partecipano                                           | Non partecipano                                       | No. 3 Corvette Racing                        | No. 23 Heart of Racing Team                      | Resoconto |
| 7    | Northeast Grand Prix                     | Lime Rock Park                 | Non partecipano                                                   | Non partecipano                                           | Non partecipano                                       | Antonio García Jordan Taylor                 | Roman De Angelis Ross Gunn                       | Resoconto |
| 8    | Road Race Showcase at Road America       | Road America                   | No. 31 Whelen Engineering Racing                                  | No. 18 Era Motorsport with IDEC Sport                     | No. 54 CORE Autosport                                 | No. 79 WeatherTech Racing                    | No. 9 Pfaff Motorposts                           | Resoconto |
| 8    | Road Race Showcase at Road America       | Road America                   | Luis Felipe Derani Felipe Nasr                                    | Ryan Dalziel Dwight Merriman                              | Jon Bennett Colin Braun                               | Matt Campbell Cooper MacNeil                 | Zach Robichon Laurens Vanthoor                   | Resoconto |
| 9    | Hyundai Monterey Sports Car Championship | Circuito di Laguna Seca        | No. 10 WTR-Konica Minolta Acura                                   | No. 52 PR1/Mathiasen Motorsports                          | Non partecipano                                       | No. 4 Corvette Racing                        | No. 9 Pfaff Motorsports                          | Resoconto |
| 9    | Hyundai Monterey Sports Car Championship | Circuito di Laguna Seca        | Filipe Albuquerque Ricky Taylor                                   | Mikkel Jensen Ben Keating                                 | Non partecipano                                       | Tommy Milner Nick Tandy                      | Zach Robichon Laurens Vanthoor                   | Resoconto |
| 10   | Grand Prix of Long Beach                 | Circuito di Long Beach         | No. 31 Whelen Engineering Racing                                  | Non partecipano                                           | Non partecipano                                       | No. 4 Corvette Racing                        | No. 1 Paul Miller Racing                         | Resoconto |
| 10   | Grand Prix of Long Beach                 | Circuito di Long Beach         | Luis Felipe Derani Felipe Nasr                                    | Non partecipano                                           | Non partecipano                                       | Tommy Milner Nick Tandy                      | Bryan Sellers Madison Snow                       | Resoconto |
| 11   | GT Challenge at VIR                      | Virginia International Raceway | Non partecipano                                                   | Non partecipano                                           | Non partecipano                                       | No. 4 Corvette Racing                        | No. 9 Pfaff Motorsports                          | Resoconto |
| 11   | GT Challenge at VIR                      | Virginia International Raceway | Non partecipano                                                   | Non partecipano                                           | Non partecipano                                       | Tommy Milner Nick Tandy                      | Zach Robichon Laurens Vanthoor                   | Resoconto |
| 12   | Petit Le Mans                            | Road Atlanta                   | No. 55 Mazda Motorsports                                          | No. 8 Tower Motorsport by Starworks                       | No. 74 Riley Motorsports                              | No. 79 WeatherTech Racing                    | No. 23 Heart of Racing Team                      | Resoconto |
| 12   | Petit Le Mans                            | Road Atlanta                   | Jonathan Bomarito Oliver Jarvis Harry Tincknell                   | Gabriel Aubry John Farano James French                    | Scott Andrews Felipe Fraga Gar Robinson               | Matt Campbell Mathieu Jaminet Cooper MacNeil | Roman De Angelis Ross Gunn Ian James             | Resoconto |

### Classifica piloti
| Posizione  | 1º  | 2º  | 3º  | 4º  | 5º  | 6º  | 7º  | 8º  | 9º  | 10º | 11º | 12º | 13º | 14º | 15º | 16º | 17º | 18º | 19º | 20º | 21º | 22º | 23º | 24º | 25º | 26º | 27º | 28º | 29º | 30º+ |
| ---------- | --- | --- | --- | --- | --- | --- | --- | --- | --- | --- | --- | --- | --- | --- | --- | --- | --- | --- | --- | --- | --- | --- | --- | --- | --- | --- | --- | --- | --- | ---- |
| Qualifiche | 35  | 32  | 30  | 28  | 26  | 25  | 24  | 23  | 22  | 21  | 20  | 19  | 18  | 17  | 16  | 15  | 14  | 13  | 12  | 11  | 10  | 9   | 8   | 7   | 6   | 5   | 4   | 3   | 2   | 1    |
| Gara       | 350 | 320 | 300 | 280 | 260 | 250 | 240 | 230 | 220 | 210 | 200 | 190 | 180 | 170 | 160 | 150 | 140 | 130 | 120 | 110 | 100 | 90  | 80  | 70  | 60  | 50  | 40  | 30  | 20  | 10   |

#### Michelin Endurance Cup
Il sistema a punti per la Michelin Endurance Cup è diverso dal normale sistema a punti. I punti vengono assegnati su base 5–4–3–2 per piloti, team e costruttori. La prima posizione finale ad ogni intervallo guadagna cinque punti, quattro punti per la seconda posizione, tre punti per la terza, con due punti assegnati per la quarta e ogni successiva posizione finale.
| Posizione  | 1 | 2 | 3 | Altre posizioni |
| ---------- | - | - | - | --------------- |
| Qualifiche | 5 | 4 | 3 | 2               |

#### Classifica Daytona Prototype International (DPi)
| Pos. | Pilota               | Team                                   | DAY | DAY | SEB | MOH | BEL | WGL1 | WGL2 | ELK | LGA | LBH | ATL | Punti | MEC |
| Pos. | Pilota               | Team                                   | Q   | R   | SEB | MOH | BEL | WGL1 | WGL2 | ELK | LGA | LBH | ATL | Punti | MEC |
| ---- | -------------------- | -------------------------------------- | --- | --- | --- | --- | --- | ---- | ---- | --- | --- | --- | --- | ----- | --- |
| 1    | Luís Felipe Derani   | Whelen Engineering Racing              | 1   | 6   | 6   | 2   | 2   | 4    | 1    | 1   | 3   | 1   | 2   | 3407  | 32  |
| 1    | Felipe Nasr          | Whelen Engineering Racing              | 1   | 6   | 6   | 2   | 2   | 4    | 1    | 1   | 3   | 1   | 2   | 3407  | 32  |
| 2    | Filipe Albuquerque   | WTR-Konica Minolta Acura               | 5   | 1   | 4   | 1   | 3   | 3    | 3    | 4   | 1   | 4   | 3   | 3396  | 45  |
| 2    | Ricky Taylor         | WTR-Konica Minolta Acura               | 5   | 1   | 4   | 1   | 3   | 3    | 3    | 4   | 1   | 4   | 3   | 3396  | 45  |
| 3    | Oliver Jarvis        | Mazda Motorsports                      | 2   | 3   | 2   | 3   | 4   | 1    | 5    | 2   | 5   | 5   | 1   | 3264  | 39  |
| 3    | Harry Tincknell      | Mazda Motorsports                      | 2   | 3   | 2   | 3   | 4   | 1    | 5    | 2   | 5   | 5   | 1   | 3264  | 39  |
| 4    | Renger van der Zande | Cadillac Chip Ganassi Racing           | 7   | 5   | 5   | 5   | 1   | 6    | 2    | 3   | 2   | 2   | 5   | 3163  | 30  |
| 5    | Dane Cameron         | Meyer Shank Racing with Curb-Agajanian | 4   | 4   | 3   | 6   | 6   | 2    | 6    | 5   | 4   | 6   | 6   | 2946  | 34  |
| 6    | Loïc Duval           | JDC-Mustang Sampling Racing            | 3   | 7   | 1   | 4   | 5   | 7    | 4    | 6   | 6   | 3   | 7   | 2933  | 32  |
| 6    | Tristan Vautier      | JDC-Mustang Sampling Racing            | 3   | 7   | 1   | 4   | 5   | 7    | 4    | 6   | 6   | 3   | 7   | 2933  | 32  |
| 7    | Kevin Magnussen      | Cadillac Chip Ganassi Racing           | 7   | 5   | 5   | 5   | 1   | 6    | 2    | 3   | 2   | 2   |     | 2879  | 24  |
| 8    | Olivier Pla          | Meyer Shank Racing with Curb-Agajanian | 4   | 4   | 3   | 6   | 6   | 2    | 6    | 5   | 4   | 6   |     | 2668  | 25  |
| 9    | Jonathan Bomarito    | Mazda Motorsports                      | 2   | 3   | 2   |     |     | 1    |      |     |     |     | 1   | 1436  | 39  |
| 10   | Alexander Rossi      | WTR-Konica Minolta Acura               | 5   | 1   | 4   |     |     | 3    |      |     |     |     | 3   | 1348  | 45  |
| 11   | Mike Conway          | Whelen Engineering Racing              | 1   | 6   | 6   |     |     | 4    |      |     |     |     | 2   | 1231  | 32  |
| 12   | Jimmie Johnson       | Ally Cadillac Racing                   | 6   | 2   | 7†  |     |     | 5    |      |     |     |     | 4   | 1203  | 28  |
| 12   | Kamui Kobayashi      | Ally Cadillac Racing                   | 6   | 2   | 7†  |     |     | 5    |      |     |     |     | 4   | 1203  | 28  |
| 12   | Simon Pagenaud       | Ally Cadillac Racing                   | 6   | 2   | 7†  |     |     | 5    |      |     |     |     | 4   | 1203  | 28  |
| 13   | Sébastien Bourdais   | JDC-Mustang Sampling Racing            | 3   | 7   | 1   |     |     | 7    |      |     |     |     | 7   | 1180  | 32  |
| 14   | Juan Pablo Montoya   | Meyer Shank Racing with Curb-Agajanian | 4   | 4   | 3   |     |     |      |      |     |     |     | 6   | 912   | 26  |
| 15   | Scott Dixon          | Cadillac Chip Ganassi Racing           | 7   | 5   | 5   |     |     |      |      |     |     |     | 5   | 858   | 26  |
| 16   | Hélio Castroneves    | WTR-Konica Minolta Acura               | 5   | 1   |     |     |     |      |      |     |     |     |     | 654   | 27  |
| 16   | Hélio Castroneves    | Meyer Shank Racing with Curb-Agajanian |     |     |     |     |     |      |      |     |     |     | 6   | 654   | 27  |
| 17   | Mike Rockenfeller    | Ally Cadillac Racing                   | 6   | 2   |     |     |     |      |      |     |     |     |     | 345   | 12  |
| 18   | A. J. Allmendinger   | Meyer Shank Racing with Curb-Agajanian | 4   | 4   |     |     |     |      |      |     |     |     |     | 308   | 8   |
| 19   | Chase Elliott II     | Whelen Engineering Racing              | 1   | 6   |     |     |     |      |      |     |     |     |     | 285   | 9   |
| 20   | Earl Bamber          | Cadillac Chip Ganassi Racing           |     |     |     |     |     |      |      |     |     |     | 5   | 284   | 6   |
| Pos. | Pilota               | Team                                   | DAY | DAY | SEB | MOH | BEL | WGL1 | WGL2 | ELK | LGA | LBH | ATL | Punti | MEC |

† Penalità post-evento. L'auto si è spostata in fondo alla classe.

#### Classifica Le Mnas Prototype 2 (LMP2)
| Pos. | Pilota              | Team                           | DAY‡ | DAY‡ | SEB | WGL1 | WGL2 | ELK | LGA | ATL | Punti | MEC |
| Pos. | Pilota              | Team                           | Q    | R    | SEB | WGL1 | WGL2 | ELK | LGA | ATL | Punti | MEC |
| ---- | ------------------- | ------------------------------ | ---- | ---- | --- | ---- | ---- | --- | --- | --- | ----- | --- |
| 1    | Mikkel Jensen       | PR1/Mathiasen Motorsports      | 1    | 7    | 1   | 2    | 1    | 3   | 1   | 2   | 2162  | 45  |
| 1    | Ben Keating         | PR1/Mathiasen Motorsports      | 1    | 7    | 1   | 2    | 1    | 3   | 1   | 2   | 2162  | 45  |
| 2    | Tristan Nunez       | WIN Autosport                  | 10   | 5    | 4   | 1    | 2    | 4   | 3   | 3   | 2026  | 37  |
| 2    | Steven Thomas       | WIN Autosport                  | 10   | 5    | 4   | 1    | 2    | 4   | 3   | 3   | 2026  | 37  |
| 3    | Gabriel Aubry       | Tower Motorsport By Starworks  | 3    | 2    | 3   | 4    | 3    | 2   | 2   | 1   | 2012  | 42  |
| 3    | John Farano         | Tower Motorsport               | 3    | 2    | 3   | 4    | 3    | 2   | 2   | 1   | 2012  | 42  |
| 4    | Ryan Dalziel        | Era Motorsport with IDEC Sport | 7    | 1    | 2   | 5    |      | 1   | 4   | 5   | 1620  | 34  |
| 4    | Dwight Merriman     | Era Motorsport with IDEC Sport | 7    | 1    | 2   | 5    |      | 1   | 4   | 5   | 1620  | 34  |
| 5    | Scott Huffaker      | PR1/Mathiasen Motorsports      | 1    | 7    | 1   | 2    |      |     |     | 2   | 1057  | 45  |
| 6    | Thomas Merrill      | WIN Autosport                  | 10   | 5    | 4   | 1    |      |     |     | 3   | 1032  | 37  |
| 7    | Kyle Tilley         | ERA Motorsport with IDEC Sport | 7    | 1    | 2   | 5    |      |     |     | 5   | 930   | 34  |
| 8    | Wayne Boyd          | United Autosports              |      |      | 5†  | 3    |      |     |     | 4   | 920   | 18  |
| 8    | James McGuire       | United Autosports              |      |      | 5†  | 3    |      |     |     | 4   | 920   | 18  |
| 8    | Guy Smith           | United Autosports              |      |      | 5†  | 3    |      |     |     | 4   | 920   | 18  |
| 9    | James French        | Tower Motorsport By Starworks  |      |      |     | 4    |      |     |     | 1   | 686   | 16  |
| 10   | Timothé Buret       | Tower Motorsport By Starworks  | 3    | 2    | 3   |      |      |     |     |     | 326   | 26  |
| -    | Paul-Loup Chatin    | Era Motorsport with IDEC Sport | 7    | 1    |     |      |      |     |     |     | 0     | 13  |
| -    | Matthieu Vaxivière  | Tower Motorsport By Starworks  | 3    | 2    |     |      |      |     |     |     | 0     | 16  |
| -    | Devlin DeFrancesco  | DragonSpeed USA                | 9    | 3    |     |      |      |     |     |     | 0     | 13  |
| -    | Eric Lux            | DragonSpeed USA                | 9    | 3    |     |      |      |     |     |     | 0     | 13  |
| -    | Christopher Mies    | DragonSpeed USA                | 9    | 3    |     |      |      |     |     |     | 0     | 13  |
| -    | Fabian Schiller     | DragonSpeed USA                | 9    | 3    |     |      |      |     |     |     | 0     | 13  |
| -    | Austin Dillon       | RWR Eurasia                    | 8    | 4    |     |      |      |     |     |     | 0     | 8   |
| -    | Sven Müller         | RWR Eurasia                    | 8    | 4    |     |      |      |     |     |     | 0     | 8   |
| -    | Cody Ware           | RWR Eurasia                    | 8    | 4    |     |      |      |     |     |     | 0     | 8   |
| -    | Salih Yoluç         | RWR Eurasia                    | 8    | 4    |     |      |      |     |     |     | 0     | 8   |
| -    | Matthew Bell        | WIN Autosport                  | 10   | 5    |     |      |      |     |     |     | 0     | 11  |
| -    | Andrea Belicchi     | Cetilar Racing                 | 6    | 6    |     |      |      |     |     |     | 0     | 11  |
| -    | Antonio Fuoco       | Cetilar Racing                 | 6    | 6    |     |      |      |     |     |     | 0     | 11  |
| -    | Roberto Lacorte     | Cetilar Racing                 | 6    | 6    |     |      |      |     |     |     | 0     | 11  |
| -    | Giorgio Sernagiotto | Cetilar Racing                 | 6    | 6    |     |      |      |     |     |     | 0     | 11  |
| -    | Nicolas Lapierre    | PR1/Mathiasen Motorsports      | 1    | 7    |     |      |      |     |     |     | 0     | 8   |
| -    | Frits van Eerd      | Racing Team Nederland          | 4    | 8    |     |      |      |     |     |     | 0     | 8   |
| -    | Giedo van der Garde | Racing Team Nederland          | 4    | 8    |     |      |      |     |     |     | 0     | 8   |
| -    | Charles Milesi      | Racing Team Nederland          | 4    | 8    |     |      |      |     |     |     | 0     | 8   |
| -    | Job van Uitert      | Racing Team Nederland          | 4    | 8    |     |      |      |     |     |     | 0     | 8   |
| -    | Dennis Andersen     | High Class Racing              | 2    | 9    |     |      |      |     |     |     | 0     | 8   |
| -    | Anders Fjordbach    | High Class Racing              | 2    | 9    |     |      |      |     |     |     | 0     | 8   |
| -    | Ferdinand Habsburg  | High Class Racing              | 2    | 9    |     |      |      |     |     |     | 0     | 8   |
| -    | Robert Kubica       | High Class Racing              | 2    | 9    |     |      |      |     |     |     | 0     | 8   |
| -    | Garett Grist        | DragonSpeed USA                | 5    | 10   |     |      |      |     |     |     | 0     | 8   |
| -    | Ben Hanley          | DragonSpeed USA                | 5    | 10   |     |      |      |     |     |     | 0     | 8   |
| -    | Rob Hodes           | DragonSpeed USA                | 5    | 10   |     |      |      |     |     |     | 0     | 8   |
| -    | Rinus VeeKay        | DragonSpeed USA                | 5    | 10   |     |      |      |     |     |     | 0     | 8   |
| Pos. | Pilota              | Team                           | DAY‡ | DAY‡ | SEB | WGL1 | WGL2 | ELK | LGA | ATL | Punti | MEC |

† Penalità post-evento. L'auto si è spostata in fondo alla classe.
‡ I punti sono validi solo per il campionato Michelin Endurance Cup.

#### Classifica Le Mans Protype 3 (LMP3)
| Pos. | Pilota             | Team                           | DAY‡ | DAY‡ | SEB | MOH | WGL1 | WGL2 | ELK | ATL | Punti | MEC |
| Pos. | Pilota             | Team                           | Q    | R    | SEB | MOH | WGL1 | WGL2 | ELK | ATL | Punti | MEC |
| ---- | ------------------ | ------------------------------ | ---- | ---- | --- | --- | ---- | ---- | --- | --- | ----- | --- |
| 1    | Gar Robinson       | Riley Motorsports              | NP   | 1    | 3   | 1   | 1    | 1    | 3   | 1   | 2176  | 55  |
| 2    | Jon Bennett        | CORE Autosport                 | 3    | 5    | 1   | 4   | 2    | 3    | 1   | 7   | 1990  | 31  |
| 2    | Colin Braun        | CORE Autosport                 | 3    | 5    | 1   | 4   | 2    | 3    | 1   | 7   | 1990  | 31  |
| 3    | Jim Cox            | Riley Motorsports              | 6    | 4    | 2   | 3   | 3    | 2    | 4   | 3   | 1922  | 33  |
| 3    | Dylan Murry        | Riley Motorsports              | 6    | 4    | 2   | 3   | 3    | 2    | 4   | 3   | 1922  | 33  |
| 4    | Felipe Fraga       | Riley Motorsports              |      |      |     | 1   | 1    | 1    | 3   | 1   | 1846  | 24  |
| 5    | Rasmus Lindh       | Performance Tech Motorsports   | 5    | 6    | 7   | 2   | 7    | 5    | 2   | 9   | 1790  | 27  |
| 6    | Oliver Askew       | Riley Motorsports              | NP   | 1    |     |     |      |      |     |     | 1744  | 39  |
| 6    | Oliver Askew       | Forty7 Motorsports             |      |      | 4   |     |      |      |     |     | 1744  | 39  |
| 6    | Oliver Askew       | Andretti Autosport             |      |      |     | 6   | 4    | 4    | 5   | 10  | 1744  | 39  |
| 7    | Dan Goldburg       | Performance Tech Motorsports   |      |      | 7   | 2   | 7    |      | 2   | 9   | 1495  | 19  |
| 8    | Jarett Andretti    | Andretti Autosport             |      |      |     | 6   | 4    | 4    | 5   | 10  | 1432  | 10  |
| 9    | Scott Andrews      | Riley Motorsports              | NP   | 1    | 3   |     | 1    |      |     |     | 1081  | 55  |
| 10   | Jeroen Bleekemolen | Riley Motorsports              | 6    | 4    | 2   |     | 3    |      |     | 3   | 998   | 33  |
| 11   | George Kurtz       | CORE Autosport                 | 3    | 5    | 1   |     | 2    |      |     | 7   | 968   | 31  |
| 12   | Niklas Krütten     | WIN Autosport                  |      |      | 6   |     |      |      |     |     | 854   | 16  |
| 12   | Niklas Krütten     | United Autosport               |      |      |     |     | 5    |      |     | 6   | 854   | 16  |
| 13   | Mateo Llarena      | Performance Tech Motorsports   | 5    | 6    | 7   |     | 7    | 5    |     |     | 838   | 21  |
| 14   | Spencer Pigot      | Riley Motorsports              | NP   | 1    | 3   |     |      |      |     |     | 673   | 44  |
| 14   | Spencer Pigot      | Jr III Motorsports             |      |      |     |     |      |      |     | 2   | 673   | 44  |
| 15   | Austin McCusker    | Riley Motorsports              | 6    | 4    |     |     |      |      |     |     | 607   | 21  |
| 15   | Austin McCusker    | Forty7 Motorsports             |      |      | 4   |     |      |      |     |     | 607   | 21  |
| 15   | Austin McCusker    | United Autosports              |      |      |     |     | 5    |      |     |     | 607   | 21  |
| 16   | João Barbosa       | Sean Creech Motorsport         | 4    | 2    | 5   | 5   |      |      |     |     | 571   | 21  |
| 16   | Lance Willsey      | Sean Creech Motorsport         | 4    | 2    | 5   | 5   |      |      |     |     | 571   | 21  |
| 17   | Dom Cicero         | D3+ Transformers-Dawson Racing |      |      |     |     | 6    | 6    |     |     | 526   | 4   |
| 17   | Theodor Olsen      | D3+ Transformers-Dawson Racing |      |      |     |     | 6    | 6    |     |     | 526   | 4   |
| 18   | Matthew Bell       | WIN Autosport                  |      |      | 6   |     |      |      |     | 8   | 504   | 12  |
| 19   | Garett Grist       | Jr III Motorsports             |      |      |     |     |      |      |     | 2   | 343   | 13  |
| 19   | Arl Balogh         | Jr III Motorsports             |      |      |     |     |      |      |     | 2   | 343   | 13  |
| 20   | Stevan McAleer     | Mühlner Motorsports America    | 1    | 3    |     |     |      |      |     |     | 312   | 22  |
| 20   | Stevan McAleer     | Forty7 Motorsports             |      |      | 4   |     |      |      |     |     | 312   | 22  |
| 21   | Marco Andretti     | Andretti Autosport             |      |      |     |     | 4    |      |     |     | 312   | 4   |
| 22   | James Vance        | FastMD Racing                  |      |      |     |     |      |      |     | 4   | 304   | 6   |
| 22   | Max Hanratty       | FastMD Racing                  |      |      |     |     |      |      |     | 4   | 304   | 6   |
| 22   | Todd Archer        | FastMD Racing                  |      |      |     |     |      |      |     | 4   | 304   | 6   |
| 23   | Edouard Cauhaupé   | United Autosports              |      |      |     |     | 5    |      |     |     | 295   | 4   |
| 24   | Andy Meyrick       | United Autosports              |      |      |     |     |      |      |     | 6   | 285   | 4   |
| 24   | Tom Gamble         | United Autosports              |      |      |     |     |      |      |     | 6   | 285   | 4   |
| 25   | Mark Kvamme        | Forty7 Motorsports             | 2    | 7    |     |     |      |      |     | 5   | 285   | 14  |
| 26   | Yann Clairay       | Sean Creech Motorsport         | 4    | 2    | 5   |     |      |      |     |     | 285   | 21  |
| 27   | Stefan Rzadzinski  | Forty7 Motorsports             |      |      |     |     |      |      |     | 5   | 285   | 6   |
| 27   | Rodrigo Pflucker   | Forty7 Motorsports             |      |      |     |     |      |      |     | 5   | 285   | 6   |
| 28   | Ben Devlin         | D3+ Transformers-Dawson Racing |      |      |     |     | 6    |      |     |     | 276   | 4   |
| 29   | Tõnis Kasemets     | Wulver Motorsports             |      |      |     |     |      |      | 6   |     | 276   | 0   |
| 29   | Augie Pabst        | Wulver Motorsports             |      |      |     |     |      |      | 6   |     | 276   | 0   |
| 30   | Rodrigo Sales      | WIN Autosport                  |      |      | 6   |     |      |      |     |     | 274   | 6   |
| 31   | Mike Skeen         | Jr III Motorsports             |      |      |     |     |      |      | 7   |     | 265   | 0   |
| 31   | Terry Olson        | Jr III Motorsports             |      |      |     |     |      |      | 7   |     | 265   | 0   |
| 32   | Malthe Jakobsen    | Performance Tech Motorsports   |      |      |     |     |      |      |     | 9   | 252   | 6   |
| 33   | Josh Burdon        | Andretti Autosport             |      |      |     |     |      |      |     | 10  | 240   | 6   |
| 34   | Josh Skelton       | WIN Autosport                  |      |      |     |     |      |      |     | 8   | 230   | 6   |
| 34   | Naveen Rao         | WIN Autosport                  |      |      |     |     |      |      |     | 9   | 230   | 6   |
| -    | Wayne Boyd         | Sean Creech Motorsport         | 4    | 2    |     |     |      |      |     |     | 0     | 15  |
| -    | Laurents Hörr      | Mühlner Motorsports America    | 1    | 3    |     |     |      |      |     |     | 0     | 13  |
| -    | Kenton Koch        | Mühlner Motorsports America    | 1    | 3    |     |     |      |      |     |     | 0     | 13  |
| -    | Moritz Kranz       | Mühlner Motorsports America    | 1    | 3    |     |     |      |      |     |     | 0     | 13  |
| -    | Matt McMurry       | CORE Autosport                 | 3    | 5    |     |     |      |      |     |     | 0     | 8   |
| -    | Cameron Cassels    | Performance Tech Motorsports   | 5    | 6    |     |     |      |      |     |     | 0     | 8   |
| -    | Ayrton Ori         | Performance Tech Motorsports   | 5    | 6    |     |     |      |      |     |     | 0     | 8   |
| -    | Gabby Chaves       | Forty7 Motorsports             | 2    | 7    |     |     |      |      |     |     | 0     | 8   |
| -    | Trenton Estep      | Forty7 Motorsports             | 2    | 7    |     |     |      |      |     |     | 0     | 8   |
| -    | Ryan Norman        | Forty7 Motorsports             | 2    | 7    |     |     |      |      |     |     | 0     | 8   |
| Pos. | Pilota             | Team                           | DAY‡ | DAY‡ | SEB | MOH | WGL1 | WGL2 | ELK | ATL | Punti | MEC |

‡ I punti sono validi solo per il campionato Michelin Endurance Cup.

#### Classifica Grand Touring Le Mans (GTLM)
| Pos. | Pilota                | Team               | DAY | DAY | SEB | BEL‡ | WGL1 | WGL2 | LIM | ELK | LGA | LBH | VIR | ATL | Punti | MEC |
| Pos. | Pilota                | Team               | Q   | R   | SEB | BEL‡ | WGL1 | WGL2 | LIM | ELK | LGA | LBH | VIR | ATL | Punti | MEC |
| ---- | --------------------- | ------------------ | --- | --- | --- | ---- | ---- | ---- | --- | --- | --- | --- | --- | --- | ----- | --- |
| 1    | Antonio García        | Corvette Racing    | 2   | 1   | 4   | 2    | 1    | 1    | 1   | 2   | 2   | 2   | 2   | 6   | 3549  | 40  |
| 1    | Jordan Taylor         | Corvette Racing    | 2   | 1   | 4   | 2    | 1    | 1    | 1   | 2   | 2   | 2   | 2   | 6   | 3549  | 40  |
| 2    | Tommy Milner          | Corvette Racing    | 1   | 2   | 5   | 1    | 4    | 2    | 2   | 3   | 1   | 1   | 1   | 4   | 3448  | 44  |
| 2    | Nick Tandy            | Corvette Racing    | 1   | 2   | 5   | 1    | 4    | 2    | 2   | 3   | 1   | 1   | 1   | 4   | 3448  | 44  |
| 3    | Cooper MacNeil        | WeatherTech Racing | 3   | 6   | 1   |      | 5    | 3    | 3   | 1   | 3   | 3   | 3   | 1   | 3356  | 35  |
| 4    | Matt Campbell         | WeatherTech Racing |     |     | 1   |      | 5    | 3    |     | 1   | 3   |     |     | 1   | 2084  | 27  |
| 5    | Mathieu Jaminet       | WeatherTech Racing |     |     | 1   |      | 5    |      | 3   |     |     | 3   |     | 1   | 1706  | 27  |
| 6    | Jesse Krohn           | BMW Team RLL       | 6   | 3   | 3   |      | 2    |      |     |     |     |     |     | 3   | 1336  | 35  |
| 6    | John Edwards          | BMW Team RLL       | 6   | 3   | 3   |      | 2    |      |     |     |     |     |     | 3   | 1336  | 35  |
| 6    | Augusto Farfus Jr.    | BMW Team RLL       | 6   | 3   | 3   |      | 2    |      |     |     |     |     |     | 3   | 1336  | 35  |
| 7    | Philipp Eng           | BMW Team RLL       | 5   | 5   | 2   |      | 3    |      |     |     |     |     |     | 5   | 1251  | 35  |
| 7    | Bruno Spengler        | BMW Team RLL       | 5   | 5   | 2   |      | 3    |      |     |     |     |     |     | 5   | 1251  | 35  |
| 7    | Connor De Phillippi   | BMW Team RLL       | 5   | 5   | 2   |      | 3    |      |     |     |     |     |     | 5   | 1251  | 35  |
| 8    | Nicky Catsburg        | Corvette Racing    | 2   | 1   | 4   |      |      |      |     |     |     |     |     | 6   | 977   | 31  |
| 9    | Kévin Estre           | WeatherTech Racing | 3   | 6   |     |      |      |      |     |     |     |     | 3   | 2   | 958   | 17  |
| 10   | Alexander Sims        | Corvette Racing    | 1   | 2   | 5   |      |      |      |     |     |     |     |     | 4   | 953   | 37  |
| 11   | Michael Christensen   | WeatherTech Racing |     |     |     |      |      |      |     |     |     |     |     | 2   | 348   | 9   |
| 11   | Frédéric Makowiecki   | WeatherTech Racing |     |     |     |      |      |      |     |     |     |     |     | 2   | 348   | 9   |
| 12   | Marco Wittmann        | BMW Team RLL       | 6   | 3   |     |      |      |      |     |     |     |     |     |     | 325   | 11  |
| 13   | Jules Gounon          | Risi Competizione  | 4   | 4   |     |      |      |      |     |     |     |     |     |     | 308   | 8   |
| 13   | James Calado          | Risi Competizione  | 4   | 4   |     |      |      |      |     |     |     |     |     |     | 308   | 8   |
| 13   | Alessandro Pier Guidi | Risi Competizione  | 4   | 4   |     |      |      |      |     |     |     |     |     |     | 308   | 8   |
| 13   | Davide Rigon          | Risi Competizione  | 4   | 4   |     |      |      |      |     |     |     |     |     |     | 308   | 8   |
| 14   | Timo Glock            | BMW Team RLL       | 5   | 5   |     |      |      |      |     |     |     |     |     |     | 286   | 9   |
| 15   | Richard Lietz         | WeatherTech Racing | 3   | 6   |     |      |      |      |     |     |     |     |     |     | 280   | 8   |
| 15   | Gianmaria Bruni       | WeatherTech Racing | 3   | 6   |     |      |      |      |     |     |     |     |     |     | 280   | 8   |
| Pos. | Pilota                | Team               | DAY | DAY | SEB | BEL‡ | WGL1 | WGL2 | LIM | ELK | LGA | LBH | VIR | ATL | Punti | MEC |

‡ Evento senza punti.

#### Classifica Grand Touring Daytona (GTD)
| Pos. | Pilota                     | Team                                      | DAY | DAY | SEB | MOH | BEL‡ | WGL1 | WGL2‡ | LIM | ELK | LGA | LBH | VIR | ATL | Punti | WTSC | MEC |
| Pos. | Pilota                     | Team                                      | Q   | R   | SEB | MOH | BEL‡ | WGL1 | WGL2‡ | LIM | ELK | LGA | LBH | VIR | ATL | Punti | WTSC | MEC |
| ---- | -------------------------- | ----------------------------------------- | --- | --- | --- | --- | ---- | ---- | ----- | --- | --- | --- | --- | --- | --- | ----- | ---- | --- |
| 1    | Laurens Vanthoor           | Pfaff Motorsports                         | 2   | 12  | 1   | 6   |      | 7    |       | 4   | 1   | 1   | 2   | 1   | 2   | 3284  | 2069 | 38  |
| 1    | Zach Robichon              | Pfaff Motorsports                         | 2   | 12  | 1   | 6   |      | 7    |       | 4   | 1   | 1   | 2   | 1   | 2   | 3284  | 2069 | 38  |
| 2    | Bryan Sellers              | Paul Miller Racing                        | 17  | 3   | 11  | 3   | 6    | 2    | 10    | 2   | 7   | 2   | 1   | 2   | 7   | 3163  | 2520 | 33  |
| 2    | Madison Snow               | Paul Miller Racing                        | 17  | 3   | 11  | 3   | 6    | 2    | 10    | 2   | 7   | 2   | 1   | 2   | 7   | 3163  | 2520 | 33  |
| 3    | Roman De Angelis           | Heart of Racing Team                      | 6   | 5   | 3   | 4   | 1    | 3    | 3     | 1   | 4   | 5   | 6   | 5   | 1   | 3111  | 2539 | 34  |
| 3    | Ross Gunn                  | Heart of Racing Team                      | 6   | 5   | 3   | 4   | 1    | 3    | 3     | 1   | 4   | 5   | 6   | 5   | 1   | 3111  | 2539 | 34  |
| 4    | Patrick Long               | Wright Motorsports                        | 8   | 4   | 2   | 12  |      | 8    |       | 8   | 3   | 3   | 3   | 4   | 5   | 2943  | 1750 | 40  |
| 5    | Bill Auberlen              | Turner Motorsport                         | 1   | 6   | 8   | 1   | 8    | 1    | 12    | 5   | 2   | 4   | 16  | 12  | 10  | 2880  | 2196 | 27  |
| 5    | Robby Foley                | Turner Motorsport                         | 1   | 6   | 8   | 1   | 8    | 1    | 12    | 5   | 2   | 4   | 16  | 12  | 10  | 2880  | 2196 | 27  |
| 6    | Trent Hindman              | Wright Motorsports                        | 8   | 4   | 2   |     |      | 8    |       | 8   | 3   | 3   | 3   | 4   | 5   | 2718  | 1525 | 40  |
| 7    | Jack Hawksworth            | Vasser-Sullivan Racing                    | 4   | 16  | 7   | 13  | 4    | 6    | 1     | 3   | 5   | 6   | 4   | 3   | 15  | 2640  | 2407 | 27  |
| 7    | Aaron Telitz               | Vasser-Sullivan Racing                    | 4   | 16  | 7   | 13  | 4    | 6    | 1     | 3   | 5   | 6   | 4   | 3   | 15  | 2640  | 2407 | 27  |
| 8    | Zach Veach                 | Vasser-Sullivan Racing                    | 9   | 13  | 6   | 2   |      | 11   | 2     | 10  | 6   | 10  | 13  | 13  | 3   | 2538  | 1840 | 25  |
| 8    | Frank "Frankie" Montecalvo | Vasser-Sullivan Racing                    | 9   | 13  | 6   | 2   | 5    | 11   | 2     | 10  | 6   | 10  | 13  | 13  | 3   | 2538  | 2130 | 25  |
| 9    | Katherine Legge            | Team Hardpoint EBM                        | 13  | 10  | 5   | 11  | 11   | 10   | 8     | 12  | 8   | 8   | 9   | 10  | 8   | 2400  | 1864 | 24  |
| 10   | Rob Ferriol                | Team Hardpoint EBM                        | 13  | 10  | 10  | 11  | 11   | 10   | 8     | 12  | 8   | 8   | 9   | 10  | 8   | 2354  | 1864 | 24  |
| 11   | John Potter                | Magnus Racing with Archangel Motorsports  | 11  | 11  | 4   | 9   |      | 12   |       | 13  | 13  | 9   | 14  | 14  | 6   | 2228  | 1225 | 24  |
| 11   | Andrew "Andy" Lally        | Magnus Racing with Archangel Motorsports  | 11  | 11  | 4   | 9   |      | 12   |       | 13  | 13  | 9   | 14  | 14  | 6   | 2228  | 1225 | 24  |
| 12   | Ian James                  | Heart Of Racing Team                      | 6   | 5   | 3   |     |      | 3    |       |     |     | 12  | 12  | 6   | 1   | 1949  | 669  | 34  |
| 13   | Jeff Westphal              | CarBahn Motorsports with Peregrine Racing |     |     |     | 7   | 12   | 9    | 4     | 6   | 10  | 7   | 5   | 7   |     | 1817  | 2092 | 4   |
| 13   | Richard Heistand           | CarBahn Motorsports with Peregrine Racing |     |     |     | 7   | 12   | 9    | 4     | 6   | 10  | 7   | 5   | 7   |     | 1817  | 2092 | 4   |
| 14   | Franck Perera              | GRT Grasser Racing Team                   | 18† | 19  | 13  |     |      | 13   | 11    | 7   | 15  |     | 17  | 9   | 14  | 1608  | 1085 | 24  |
| 15   | Mario Farnbacher           | Magnus Racing with Archangel Motorsports  | 11  | 11  |     |     |      |      |       |     |     |     |     |     |     | 1575  | 1858 | 8   |
| 15   | Mario Farnbacher           | Richard Mille - Compass Racing            |     |     |     | 5   | 9    |      | 9     | 9   | 12  | 13  | 11  |     |     | 1575  | 1858 | 8   |
| 15   | Mario Farnbacher           | Gradient Racing                           |     |     |     |     |      |      |       |     |     |     |     | 15  |     | 1575  | 1858 | 8   |
| 16   | Daniel Morad               | Alegra Motorsports                        | 14  | 9   | 12  | 10  | 10   | 5    | 5     |     |     |     |     | 8   | 4   | 1515  | 1006 | 24  |
| 17   | Mikhail "Misha" Goikhberg  | GRT Grasser Racing Team                   | 18† | 19  |     |     | 2    | 13   | 11    | 7   | 15  |     | 17  | 9   | 14  | 1410  | 1426 | 18  |
| 18   | Till Bechtolsheimer        | Gradient Racing                           |     |     |     | 8   | 3    |      | 6     | 11  | 9   | 11  | 8   | 15  |     | 1365  | 1956 | -   |
| 19   | Michael de Quesada         | Alegra Motorsports                        |     |     | 12  | 10  | 10   | 5    | 5     |     |     |     |     | 8   | 4   | 1278  | 1006 | 16  |
| 20   | Lars Kern                  | Pfaff Motorsports                         | 2   | 12  | 1   |     |      | 7    |       |     |     |     |     |     | 2   | 1215  | -    | 38  |
| 21   | Jan Heylen                 | Wright Motorsports                        | 8   | 4   | 2   |     |      | 8    |       |     |     |     |     |     | 5   | 1193  | -    | 40  |
| 22   | Marc Miller                | Wright Motorsports                        |     |     |     | 8   | 3    |      | 6     | 11  | 9   | 11  | 8   |     |     | 1185  | 1176 | -   |
| 23   | Aidan Read                 | Turner Motorsport                         | 1   | 6   | 8   |     |      | 1    |       |     |     |     |     |     | 10  | 1158  | -    | 27  |
| 24   | Corey Lewis                | Paul Miller Racing                        | 17  | 3   | 11  |     |      | 2    |       |     |     |     |     |     | 8   | 1148  | -    | 33  |
| 24   | Robert Megennis            | Vasser-Sullivan Racing                    | 9   | 13  | 6   |     |      | 11   |       |     |     |     |     |     | 3   | 1042  | -    | 25  |
| 26   | Maro Engel                 | HTP Winward Motorsport                    | 5   | 1   |     |     |      |      |       |     |     |     |     |     | 12  | 1035  | -    | 32  |
| 26   | Maro Engel                 | SunEnergy1 Racing                         |     |     | 9   |     |      | 14   |       |     |     |     |     |     |     | 1035  | -    | 32  |
| 27   | Spencer Pumpelly           | Magnus Racing with Archangel Motorsports  | 11  | 11  | 4   |     |      | 12   |       |     |     |     |     |     | 6   | 1003  | -    | 24  |
| 28   | Don Yount                  | NTE Sport                                 | 16  | 15  |     |     |      | 4    |       |     | 11  |     |     |     | 9   | 938   | 219  | 18  |
| 29   | Kyle Kirkwood              | Vasser-Sullivan Racing                    | 4   | 16  | 7   |     |      | 6    |       |     |     |     |     |     | 15  | 898   | -    | 27  |
| 30   | Mikaël Grenier             | SunEnergy1 Racing                         | 10  | 2   | 9   |     | 10   | 14   |       |     |     |     |     |     |     | 778   | 265  | 21  |
| 30   | Kenny Habul                | SunEnergy1 Racing                         | 10  | 2   | 9   |     | 10   | 14   |       |     |     |     |     |     |     | 778   | 265  | 21  |
| 31   | Jeff Kingsley              | Richard Mille - Compass Racing            |     |     |     | 5   | 9    |      | 9     | 9   | 12  |     |     |     |     | 750   | 1253 | -   |
| 32   | Billy Johnson              | Alegra Motorsports                        | 14  | 9   | 12  |     |      | 5    |       |     |     |     |     |     |     | 733   | -    | 18  |
| 33   | Alex Riberas               | Heart Of Racing Team                      |     |     |     |     |      |      |       |     |     | 12  | 12  | 6   |     | 669   | 669  | -   |
| 34   | Andrew Davis               | NTE Sport                                 | 16  | 15  |     |     |      |      |       |     |     |     |     |     | 8   | 656   | -    | 18  |
| 34   | Andrew Davis               | Team Hardpoint EBM                        |     |     |     |     |      | 10   |       |     |     |     |     |     |     | 656   | -    | 18  |
| 35   | Mike Skeen                 | Alegra Motorsports                        | 14  | 9   |     |     |      |      |       |     |     |     |     |     |     | 644   | 219  | 14  |
| 35   | Mike Skeen                 | Gilbert Korthoff Motorsports              |     |     |     |     |      |      |       |     |     |     |     | 11  | 14  | 644   | 219  | 14  |
| 36   | Russell Ward               | HTP Winward Motorsport                    | 5   | 1   |     |     |      |      |       |     |     |     |     |     | 11  | 598   | -    | 22  |
| 36   | Philip Ellis               | HTP Winward Motorsport                    | 5   | 1   |     |     |      |      |       |     |     |     |     |     | 11  | 598   | -    | 22  |
| 37   | Guy Cosmo                  | Gilbert Korthoff Motorsports              |     |     |     |     |      |      | 7     |     | 14  |     |     | 11  | 14  | 593   | 665  | 6   |
| 38   | Jaden Conwright            | NTE Sport                                 |     |     |     |     |      | 4    |       |     |     |     |     |     | 9   | 544   | -    | 10  |
| 39   | Tim Zimmermann             | GRT Grasser Racing Team                   | 18† | 19  | 13  |     |      | 13   |       |     |     |     |     |     |     | 534   | -    | 18  |
| 40   | Christina Nielsen          | Team Hardpoint EBM                        | 13  | 10  | 5   |     |      |      |       |     |     |     |     |     |     | 508   | -    | 14  |
| 41   | Earl Bamber                | Team Hardpoint EBM                        | 13  | 10  | 10  |     |      |      |       |     |     |     |     |     |     | 462   | -    | 14  |
| 42   | John Randal Hildebrand Jr. | NTE Sport                                 | 16  | 15  |     |     |      |      |       |     | 11  |     |     |     |     | 394   | 219  | 8   |
| 43   | Indy Dontje                | HTP Winward Motorsport                    | 5   | 1   |     |     |      |      |       |     |     |     |     |     |     | 376   | -    | 16  |
| 44   | Raffaele Marciello         | SunEnergy1 Racing                         | 10  | 2   |     |     |      |      |       |     |     |     |     |     |     | 341   | -    | 11  |
| 44   | Luca Stolz                 | SunEnergy1 Racing                         | 10  | 2   |     |     |      |      |       |     |     |     |     |     |     | 341   | -    | 11  |
| 45   | Andrea Caldarelli          | Paul Miller Racing                        | 17  | 3   |     |     |      |      |       |     |     |     |     |     |     | 314   | -    | 12  |
| 46   | Klaus Bachler              | Wright Motorsports                        | 8   | 4   |     |     |      |      |       |     |     |     |     |     |     | 303   | -    | 11  |
| 47   | Daniel Juncadella          | Alegra Motorsports                        |     |     |     |     |      |      |       |     |     |     |     |     | 4   | 300   | -    | 6   |
| 48   | Markus Palttala            | NTE Sport                                 |     |     |     |     |      | 4    |       |     |     |     |     |     |     | 299   | -    | 4   |
| 49   | Darren Turner              | Heart Of Racing Team                      | 6   | 5   |     |     |      |      |       |     |     |     |     |     |     | 285   | -    | 9   |
| 50   | Colton Herta               | Turner Motorsport                         | 1   | 6   |     |     |      |      |       |     |     |     |     |     |     | 285   | -    | 8   |
| 51   | Ana "Bia" Figueiredo       | Team Hardpoint EBM                        |     |     | 5   |     |      |      |       |     |     |     |     |     |     | 280   | -    | 6   |
| 52   | Maxwell "Max" Root         | TF Sport                                  | 12  | 7   |     |     |      |      |       |     |     |     |     |     |     | 259   | -    | 8   |
| 52   | Charlie Eastwood           | TF Sport                                  | 12  | 7   |     |     |      |      |       |     |     |     |     |     |     | 259   | -    | 8   |
| 52   | Richard Westbrook          | TF Sport                                  | 12  | 7   |     |     |      |      |       |     |     |     |     |     |     | 259   | -    | 8   |
| 52   | Ben Keating                | TF Sport                                  | 12  | 7   |     |     |      |      |       |     |     |     |     |     |     | 259   | -    | 8   |
| 53   | Jacob "Jake" Eidson        | O'Gara Motorsport - USRT                  |     |     |     |     |      |      |       |     |     |     | 7   |     |     | 255   | 255  | -   |
| 53   | Steven Agakhani            | O'Gara Motorsport - USRT                  |     |     |     |     |      |      |       |     |     |     | 7   |     |     | 255   | 255  | -   |
| 54   | Tyler McQuarrie            | Carbhan Motorsports with Peregrine Racing |     |     |     |     |      | 9    |       |     |     |     |     |     |     | 248   | -    | 4   |
| 55   | Daniel Serra               | AF Corse                                  | 15  | 8   |     |     |      |      |       |     |     |     |     |     |     | 246   | -    | 13  |
| 55   | Matteo Cressoni            | AF Corse                                  | 15  | 8   |     |     |      |      |       |     |     |     |     |     |     | 246   | -    | 13  |
| 55   | Simon Mann                 | AF Corse                                  | 15  | 8   |     |     |      |      |       |     |     |     |     |     |     | 246   | -    | 13  |
| 55   | Nicklas Nielsen            | AF Corse                                  | 15  | 8   |     |     |      |      |       |     |     |     |     |     |     | 246   | -    | 13  |
| 55   | Daniel Serra               | AF Corse                                  | 15  | 8   |     |     |      |      |       |     |     |     |     |     |     | 246   | -    | 13  |
| 56   | Benjamín Hites             | NTE Sport                                 |     |     |     |     |      |      |       |     |     |     |     |     | 9   | 245   | -    | 6   |
| 57   | Maximilian Buhk            | Alegra Motorsports                        | 14  | 9   |     |     |      |      |       |     |     |     |     |     |     | 237   | -    | 8   |
| 58   | Trenton Estep              | Team Hardpoint EBM                        |     |     | 10  |     |      |      |       |     |     |     |     |     |     | 234   | -    | 6   |
| 59   | Ryan Hardwick              | Wright Motorsports                        |     |     |     | 12  |      |      |       |     |     |     |     |     |     | 225   | 225  | -   |
| 60   | Colin Braun                | Scuderia Corsa                            |     |     |     |     |      |      |       |     |     | 10  |     |     |     | 224   | 224  | -   |
| 60   | Daniel Mancinelli          | Scuderia Corsa                            |     |     |     |     |      |      |       |     |     | 10  |     |     |     | 224   | 224  | -   |
| 61   | Matt Campbell              | Pfaff Motorsports                         | 2   | 12  |     |     |      |      |       |     |     |     |     |     |     | 222   | -    | 8   |
| 63   | Brendan Iribe              | Inception Racing with Optimum Motorsport  |     |     |     |     |      |      |       |     |     |     |     |     | 12  | 209   | -    | 6   |
| 63   | Frederik Schandorff        | Inception Racing with Optimum Motorsport  |     |     |     |     |      |      |       |     |     |     |     |     | 12  | 209   | -    | 6   |
| 64   | Michele Beretta            | GRT Grasser Racing Team                   |     |     |     |     |      |      |       |     |     |     |     |     | 13  | 208   | -    | 6   |
| 65   | Jacob Abel                 | Richard Mille - Compass Racing            |     |     |     |     |      |      |       | 13  |     |     |     |     |     | 204   | 204  | -   |
| 66   | Townsend Bell              | Richard Mille - Compass Racing            | 9   | 13  |     |     | 5    |      |       |     |     |     |     |     |     | 202   | 290  | 8   |
| 67   | Stephen Simpson            | GRT Grasser Racing Team                   |     |     | 13  |     |      |      |       |     |     |     |     |     |     | 198   | -    | 6   |
| 68   | Marcos Gomes               | Scuderia Corsa                            | 7   | 14  |     |     |      |      |       |     |     |     |     |     |     | 194   | -    | 8   |
| 68   | Bret Curtis                | Scuderia Corsa                            | 7   | 14  |     |     |      |      |       |     |     |     |     |     |     | 194   | -    | 8   |
| 68   | Ryan Briscoe               | Scuderia Corsa                            | 7   | 14  |     |     |      |      |       |     |     |     |     |     |     | 194   | -    | 8   |
| 68   | Edward "Ed" Jones          | Scuderia Corsa                            | 7   | 14  |     |     |      |      |       |     |     |     |     |     |     | 194   | -    | 8   |
| 69   | Stevan McAleer             | Gilbert Korthoff Motorsports              |     |     |     |     |      |      |       |     |     |     |     |     | 14  | 188   | -    | 6   |
| 70   | Shane Lewis                | Gilbert Korthoff Motorsports              |     |     |     |     |      |      | 7     |     | 14  |     |     |     |     | 186   | 446  | -   |
| 71   | Oliver Gavin               | Vasser Sullivan Racing                    | 4   | 16  |     |     |      |      |       |     |     |     |     |     |     | 178   | -    | 8   |
| 72   | James Sofronas             | GMC Racing                                |     |     |     |     |      |      |       |     |     |     | 15  |     |     | 176   | 176  | -   |
| 72   | Kyle Washington            | GMC Racing                                |     |     |     |     |      |      |       |     |     |     | 15  |     |     | 176   | 176  | -   |
| 73   | Alan Metni                 | NTE Sport                                 | 16  | 15  |     |     |      |      |       |     |     |     |     |     |     | 175   | -    | 8   |
| 74   | Steijn Schothorst          | GRT Grasser Racing Team                   | 3   | 18  |     |     |      |      |       |     |     |     |     |     |     | 160   | -    | 8   |
| 74   | Rolf Ineichen              | GRT Grasser Racing Team                   | 3   | 18  |     |     |      |      |       |     |     |     |     |     |     | 160   | -    | 8   |
| 74   | Marco Mapelli              | GRT Grasser Racing Team                   | 3   | 18  |     |     | 2    |      |       |     |     |     |     |     |     | 160   | 341  | 8   |
| 74   | Mirko Bortolotti           | GRT Grasser Racing Team                   | 3   | 18  |     |     |      |      |       |     |     |     |     |     |     | 160   | -    | 8   |
| 75   | Matt Plumb                 | Team TGM                                  | NP  | 17  |     |     |      |      |       |     |     |     |     |     |     | 140   | -    | 8   |
| 75   | Hugh Plumb                 | Team TGM                                  | NP  | 17  |     |     |      |      |       |     |     |     |     |     |     | 140   | -    | 8   |
| 75   | Ted Giovanis               | Team TGM                                  | NP  | 17  |     |     |      |      |       |     |     |     |     |     |     | 140   | -    | 8   |
| 75   | Owen Trinckler             | Team TGM                                  | NP  | 17  |     |     |      |      |       |     |     |     |     |     |     | 140   | -    | 8   |
| 76   | Albert Costa               | GRT Grasser Racing Team                   | 18† | 19  |     |     |      |      |       |     |     |     |     |     |     | 133   | -    | 8   |
| Pos. | Pilota                     | Team                                      | DAY | DAY | SEB | MOH | BEL‡ | WGL1 | WGL2‡ | LIM | ELK | LGA | LBH | VIR | ATL | Punti | WTSC | MEC |

† Penalità post-evento. L'auto si è spostata in fondo alla classe.
‡ Evento senza punti.

### Classifica team

#### Classifica Daytona Prototype International (DPi)
| Pos. | Team                                     | Vettura          | DAY | DAY | SEB | MOH | BEL | WGL1 | WGL2 | ELK | LGA | LBH | ATL | Punti | MEC |
| Pos. | Team                                     | Vettura          | Q   | R   | SEB | MOH | BEL | WGL1 | WGL2 | ELK | LGA | LBH | ATL | Punti | MEC |
| ---- | ---------------------------------------- | ---------------- | --- | --- | --- | --- | --- | ---- | ---- | --- | --- | --- | --- | ----- | --- |
| 1    | #31 Whelen Engineering Racing            | Cadillac DPi-V.R | 1   | 6   | 6   | 2   | 2   | 4    | 1    | 1   | 3   | 1   | 2   | 3407  | 32  |
| 2    | #10 WTR-Konica Minolta Acura             | Acura ARX-05     | 5   | 1   | 4   | 1   | 3   | 3    | 3    | 4   | 1   | 4   | 3   | 3396  | 45  |
| 3    | #55 Mazda Motorsports                    | Mazda RT24-P     | 2   | 3   | 2   | 3   | 4   | 1    | 5    | 2   | 5   | 5   | 1   | 3264  | 39  |
| 4    | #01 Cadillac Chip Ganassi Racing         | Cadillac DPi-V.R | 7   | 5   | 5   | 5   | 1   | 6    | 2    | 3   | 2   | 2   | 5   | 3163  | 30  |
| 5    | #60 Meyer Shank Racing w/ Curb-Agajanian | Acura ARX-05     | 4   | 4   | 3   | 6   | 6   | 2    | 6    | 5   | 4   | 6   | 6   | 2946  | 34  |
| 6    | #5 JDC -Mustang Sampling Racing          | Cadillac DPi-V.R | 3   | 7   | 1   | 4   | 5   | 7    | 4    | 6   | 6   | 3   | 7   | 2933  | 32  |
| 7    | #48 Ally Cadillac Racing                 | Cadillac DPi-V.R | 6   | 2   | 7†  |     |     |      |      |     |     |     | 4   | 1203  | 28  |
| Pos. | Team                                     | Vettura          | DAY | DAY | SEB | MOH | BEL | WGL1 | WGL2 | ELK | LGA | LBH | ATL | Punti | MEC |

† Penalità post evento. L'auto si è spostata in fondo alla classe.

#### Classifica Le Mans Prototype 2 (LMP2)
| Pos. | Team                               | Vettura        | DAY‡ | DAY‡ | SEB | WGL1 | WGL2 | ELK | LGA | ATL | Punti | MEC |
| Pos. | Team                               | Vettura        | Q    | R    | SEB | WGL1 | WGL2 | ELK | LGA | ATL | Punti | MEC |
| ---- | ---------------------------------- | -------------- | ---- | ---- | --- | ---- | ---- | --- | --- | --- | ----- | --- |
| 1    | #52 PR1/Mathiasen Motorsport       | Oreca 07       | 1    | 7    | 1   | 2    | 1    | 3   | 1   | 2   | 2162  | 45  |
| 2    | #11 WIN Autosport                  | Oreca 07       | 10   | 5    | 4   | 1    | 2    | 4   | 3   | 3   | 2026  | 37  |
| 3    | #8 Tower Motorsport By Starworks   | Oreca 07       | 3    | 2    | 3   | 4    | 3    | 2   | 2   | 1   | 2012  | 42  |
| 4    | #18 Era Motorsport with IDEC Sport | Oreca 07       | 7    | 1    | 2   | 5    |      | 1   | 4   | 5   | 1620  | 34  |
| 5    | #22 United Autosports              | Oreca 07       |      |      | 5†  | 3    |      |     |     | 4   | 920   | 18  |
| -    | #82 DragonSpeed USA                | Oreca 07       | 9    | 3    |     |      |      |     |     |     | 0     | 13  |
| -    | #51 RWR Eurasia                    | Ligier JS P217 | 8    | 4    |     |      |      |     |     |     | 0     | 8   |
| -    | #17 Cetilar Racing                 | Dallara P217   | 6    | 6    |     |      |      |     |     |     | 0     | 11  |
| -    | #29 Racing Team Nederland          | Oreca 07       | 4    | 8    |     |      |      |     |     |     | 0     | 8   |
| -    | #20 High Class Racing              | Oreca 07       | 2    | 9    |     |      |      |     |     |     | 0     | 8   |
| -    | #81 DragonSpeed USA                | Oreca 07       | 5    | 10   |     |      |      |     |     |     | 0     | 8   |
| Pos. | Team                               | Vettura        | DAY‡ | DAY‡ | SEB | WGL1 | WGL2 | ELK | LGA | ATL | Punti | MEC |

† Penalità post-evento. L'auto si è spostata in fondo alla classe.
‡ Punti assegnati solo per il campionato Michelin Endurance Cup

#### Classifica Le Mans Prototype 3 (LMP3)
| Pos. | Team                               | Vettura        | DAY‡ | DAY‡ | SEB | MOH | WGL1 | WGL2 | ELK | ATL | Punti | MEC |
| Pos. | Team                               | Vettura        | Q    | R    | SEB | MOH | WGL1 | WGL2 | ELK | ATL | Punti | MEC |
| ---- | ---------------------------------- | -------------- | ---- | ---- | --- | --- | ---- | ---- | --- | --- | ----- | --- |
| 1    | #74 Riley Motorsports              | Ligier JS P320 | NP   | 1    | 3   | 1   | 1    | 1    | 3   | 1   | 2176  | 55  |
| 2    | #54 CORE Autosport                 | Ligier JS P320 | 3    | 5    | 1   | 4   | 2    | 3    | 1   | 7   | 1990  | 31  |
| 3    | #91 Riley Motorsports              | Ligier JS P320 | 6    | 4    | 2   | 3   | 3    | 2    | 4   | 3   | 1922  | 33  |
| 4    | #38 Performance Tech Motorsport    | Ligier JS P320 | 5    | 6    | 7   | 2   | 7    | 5    | 2   | 9   | 1790  | 27  |
| 5    | #36 Andretti Autosport             | Ligier JS P320 |      |      |     | 6   | 4    | 4    | 5   | 10  | 1432  | 10  |
| 6    | #30 Jr III Motorsports             | Oreca 07       |      |      |     |     |      |      | 7   | 2   | 608   | 13  |
| 7    | #7 Forty7 Motorsports              | Duqueine D-08  | 2    | 7    | 4   |     |      |      |     | 5   | 597   | 23  |
| 8    | #2 United Autosports               | Ligier JS P320 |      |      |     |     | 5    |      |     | 6   | 580   | 10  |
| 9    | #33 Sean Creech Motorsport         | Ligier JS P320 | 4    | 2    | 5   | 5   |      |      |     |     | 571   | 21  |
| 10   | #84 D3+ Transformers-Dawson Racing | Ligier JS P320 |      |      |     |     | 6    | 6    |     |     | 526   | 4   |
| 11   | #83 WIN Autosport                  | Duqueine D-08  |      |      | 6   |     |      |      |     | 8   | 504   | 12  |
| 12   | #40 FastMD Racing                  | Duqueine D-08  |      |      |     |     |      |      |     | 4   | 304   | 6   |
| 13   | #61 Wulver Motorsports             | Ligier JS P320 |      |      |     |     |      |      | 6   |     | 276   | -   |
| -    | #6 Mühlner Motorsports America     | Duqueine D-08  | 1    | 3    |     |     |      |      |     |     | 0     | 13  |
| Pos. | Team                               | Vettura        | DAY‡ | DAY‡ | SEB | MOH | WGL1 | WGL2 | ELK | ATL | Punti | MEC |

‡ I punti contano solo per il campionato Michelin Endurance Cup.

#### Classifica Grand Touring Le Mans (GTLM)
| Pos. | Team                   | Vettura                 | DAY | DAY | SEB | BEL‡ | WGL1 | WGL2 | LIM | ELK | LGA | LBH | VIR | ATL | Punti | MEC |
| Pos. | Team                   | Vettura                 | Q   | R   | SEB | BEL‡ | WGL1 | WGL2 | LIM | ELK | LGA | LBH | VIR | ATL | Punti | MEC |
| ---- | ---------------------- | ----------------------- | --- | --- | --- | ---- | ---- | ---- | --- | --- | --- | --- | --- | --- | ----- | --- |
| 1    | #3 Corvette Racing     | Chevrolet Corvette C8.R | 2   | 1   | 4   | 2    | 1    | 1    | 1   | 2   | 2   | 2   | 2   | 6   | 3549  | 40  |
| 2    | #4 Corvette Racing     | Chevrolet Corvette C8.R | 1   | 2   | 5   | 1    | 4    | 2    | 2   | 3   | 1   | 1   | 1   | 4   | 3448  | 44  |
| 3    | #79 WeatherTech Racing | Porsche 911 RSR-19      | 3   | 6   | 1   |      | 5    | 3    | 3   | 1   | 3   | 3   | 3   | 1   | 3356  | 35  |
| 4    | #24 BMW Team RLL       | BMW M8 GTE              | 6   | 3   | 3   |      | 2    |      |     |     |     |     |     | 3   | 1336  | 35  |
| 5    | #25 BMW Team RLL       | BMW M8 GTE              | 5   | 5   | 2   |      | 3    |      |     |     |     |     |     | 5   | 1251  | 35  |
| 6    | #97 WeatherTech Racing | Porsche 911 RSR-19      |     |     |     |      |      |      |     |     |     |     |     | 2   | 348   | 9   |
| 7    | #62 Risi Competizione  | Ferrari 488 GTE Evo     | 4   | 4   |     |      |      |      |     |     |     |     |     |     | 308   | 8   |
| Pos. | Team                   | Vettura                 | DAY | DAY | SEB | BEL‡ | WGL1 | WGL2 | LIM | ELK | LGA | LBH | VIR | ATL | Punti | MEC |

‡ Evento senza punti.

#### Classifica Grand Touring Daytona (GTD)
| Pos. | Team                                          | Vettura                      | DAY | DAY | SEB | MOH | BEL‡ | WGL1 | WGL2‡ | LIM | ELK | LGA | LBH | VIR | ATL | Punti | WSTC | MEC |
| Pos. | Team                                          | Vettura                      | Q   | R   | SEB | MOH | BEL‡ | WGL1 | WGL2‡ | LIM | ELK | LGA | LBH | VIR | ATL | Punti | WSTC | MEC |
| ---- | --------------------------------------------- | ---------------------------- | --- | --- | --- | --- | ---- | ---- | ----- | --- | --- | --- | --- | --- | --- | ----- | ---- | --- |
| 1    | #9 Pfaff Motorsports                          | Porsche 911 GT3 R            | 2   | 12  | 1   | 6   |      | 7    |       | 4   | 1   | 1   | 2   | 1   | 2   | 3284  | 2069 | 38  |
| 2    | #1 Paul Miller Racing                         | Lamborghini Huracán GT3 Evo  | 17  | 3   | 11  | 3   | 6    | 2    | 10    | 2   | 7   | 2   | 1   | 2   | 7   | 3163  | 2520 | 33  |
| 3    | #23 Heart of Racing Team                      | Aston Martin Vantage AMR GT3 | 6   | 5   | 3   | 4   | 1    | 3    | 3     | 1   | 4   | 5   | 6   | 5   | 1   | 3111  | 2539 | 34  |
| 4    | #16 Wright Motorsports                        | Porsche 911 GT3 R            | 8   | 4   | 2   | 12  |      | 8    |       | 8   | 3   | 3   | 3   | 4   | 5   | 2943  | 1750 | 40  |
| 5    | #96 Turner Motorsport                         | BMW M6 GT3                   | 1   | 6   | 8   | 1   | 8    | 1    | 12    | 5   | 2   | 4   | 16  | 12  | 10  | 2880  | 2196 | 27  |
| 6    | #14 Vasser-Sullivan Racing                    | Lexus RC F GT3               | 4   | 16  | 7   | 13  | 4    | 6    | 1     | 3   | 5   | 6   | 4   | 3   | 15  | 2640  | 2407 | 27  |
| 7    | #12 Vasser-Sullivan Racing                    | Lexus RC F GT3               | 9   | 13  | 6   | 2   | 5    | 11   | 2     | 10  | 6   | 10  | 13  | 13  | 3   | 2538  | 2130 | 25  |
| 8    | #88 Team Hardpoint EBM                        | Porsche 911 GT3 R            | 13  | 10  | 5   | 11  | 11   | 10   | 8     | 12  | 8   | 8   | 9   | 10  | 8   | 2400  | 1864 | 24  |
| 9    | #44 Magnus Racing with Archangel Motorsports  | Acura NSX GT3 Evo            | 11  | 11  | 4   | 9   |      | 12   |       | 13  | 13  | 9   | 14  | 14  | 6   | 2228  | 1225 | 24  |
| 10   | #39 CarBahn Motorsports with Peregrine Racing | Audi R8 LMS Evo              |     |     |     | 7   | 12   | 9    | 4     | 6   | 10  | 7   | 5   | 7   |     | 1817  | 2092 | 4   |
| 11   | #19 GRT Grasser Racing Team                   | Lamborghini Huracán GT3 Evo  | 18† | 19  | 13  |     | 2    | 9    | 4     | 6   | 10  | 7   | 5   | 7   |     | 1608  | 1426 | 24  |
| 12   | #28 Alegra Motorsports                        | Mercedes-AMG GT3 Evo         | 14  | 9   | 12  | 10  | 10   | 5    | 5     |     |     |     |     | 8   | 4   | 1515  | 1006 | 24  |
| 13   | #66 Gradient Racing                           | Acura NSX GT3 Evo            |     |     |     | 8   | 3    |      | 6     | 11  | 9   | 11  | 8   | 15  |     | 1365  | 1956 | -   |
| 14   | #76 Richard Mille - Compass Racing            | Acura NSX GT3 Evo            |     |     |     | 5   | 9    |      | 9     | 9   | 12  | 13  | 11  |     |     | 1175  | 1678 | -   |
| 15   | #42 NTE Sport                                 | Audi R8 LMS Evo              | 16  | 15  |     |     |      | 4    |       |     | 11  |     |     |     | 9   | 938   | 219  | 18  |
| 16   | #75 SunEnergy1 Racing                         | Mercedes-AMG GT3 Evo         | 10  | 2   | 9   |     | 7    | 14   |       |     |     |     |     |     |     | 778   | 265  | 21  |
| 17   | #27 Heart Of Racing Team                      | Aston Martin Vantage AMR GT3 |     |     |     |     |      |      |       |     |     | 12  | 12  | 6   |     | 669   | 669  | -   |
| 18   | #57 HTP Winward Motorsport                    | Mercedes-AMG GT3 Evo         | 5   | 1   |     |     |      |      |       |     |     |     |     |     | 11  | 598   | -    | 22  |
| 19   | #32 Gilbert Korthoff Motorsports              | Mercedes-AMG GT3 Evo         |     |     |     |     |      |      | 7     |     | 14  |     |     | 11  | 14  | 593   | 665  | 6   |
| 20   | #63 Scuderia Corsa                            | Ferrari 488 GT3 Evo 2020     | 7   | 14  |     |     |      |      |       |     |     |     | 10  |     |     | 418   | 224  | 8   |
| 21   | #97 TF Sport                                  | Aston Martin Vantage AMR GT3 | 12  | 7   |     |     |      |      |       |     |     |     |     |     |     | 259   | -    | 8   |
| 22   | #26 O'Gara Motorsport - USRT                  | Mercedes-AMG GT3 Evo         |     |     |     |     |      |      |       |     |     |     | 7   |     |     | 255   | 255  | -   |
| 23   | #21 AF Corse                                  | Ferrari 488 GT3 Evo 2020     | 15  | 8   |     |     |      |      |       |     |     |     |     |     |     | 246   | -    | 13  |
| 24   | #99 Team Hardpoint EBM                        | Porsche 911 GT3 R            |     |     | 10  |     |      |      |       |     |     |     |     |     |     | 234   | -    | 6   |
| 25   | #70 Inception Racing with Optimum Motorsport  | McLaren 720S GT3             |     |     |     |     |      |      |       |     |     |     |     |     | 12  | 209   | -    | 6   |
| 26   | #34 GMC Racing                                | Porsche 911 GT3 R            |     |     |     |     |      |      |       |     |     |     | 15  |     |     | 176   | 176  | -   |
| 27   | #111 GRT Grasser Racing Team                  | Lamborghini Huracán GT3 Evo  | 3   | 18  |     |     |      |      |       |     |     |     |     |     |     | 160   | -    | 8   |
| 28   | #64 Team TGM                                  | Porsche 911 GT3 R            | NP  | 17  |     |     |      |      |       |     |     |     |     |     |     | 140   | -    | 8   |
| Pos. | Team                                          | Vettura                      | DAY | DAY | SEB | MOH | BEL‡ | WGL1 | WGL2‡ | LIM | ELK | LGA | LBH | VIR | ATL | Punti | WTSC | MEC |

† Penalità post-evento. L'auto si è spostata in fondo alla classe.
‡ I punti contano solo per il campionato WeatherTech Sprint Cup.

### Classifica costruttori

#### Classifica Daytona Prototype International (DPi)
| Pos. | Costruttore | DAY | DAY | SEB | MOH | BEL | WGL1 | WGL2 | ELK | LGA | LBH | ATL | Punti | MEC |
| Pos. | Costruttore | Q   | R   | SEB | MOH | BEL | WGL1 | WGL2 | ELK | LGA | LBH | ATL | Punti | MEC |
| ---- | ----------- | --- | --- | --- | --- | --- | ---- | ---- | --- | --- | --- | --- | ----- | --- |
| 1    | Cadillac    | 1   | 2   | 1   | 2   | 1   | 4    | 1    | 1   | 2   | 1   | 2   | 3666  | 48  |
| 2    | Acura       | 4   | 1   | 3   | 1   | 3   | 2    | 3    | 4   | 1   | 4   | 3   | 3553  | 51  |
| 3    | Mazda       | 2   | 3   | 2   | 3   | 4   | 1    | 5    | 2   | 5   | 5   | 1   | 3421  | 45  |
| Pos. | Costruttore | DAY | DAY | SEB | MOH | BEL | WGL1 | WGL2 | ELK | LGA | LBH | ATL | Punti | MEC |

#### Classifica Grand Touring Le Mans (GTLM)
| Pos. | Costruttore | DAY | DAY | SEB | BEL‡ | WGL1 | WGL2 | LIM | ELK | LGA | LBH | VIR | ATL | Punti | MEC |
| Pos. | Costruttore | Q   | R   | SEB | BEL‡ | WGL1 | WGL2 | LIM | ELK | LGA | LBH | VIR | ATL | Punti | MEC |
| ---- | ----------- | --- | --- | --- | ---- | ---- | ---- | --- | --- | --- | --- | --- | --- | ----- | --- |
| 1    | Chevrolet   | 1   | 1   | 4   | 1    | 1    | 1    | 1   | 2   | 1   | 1   | 1   | 4   | 3715  | 53  |
| 2    | Porsche     | 3   | 6   | 1   |      | 5    | 3    | 3   | 1   | 3   | 3   | 3   | 1   | 3546  | 38  |
| 3    | BMW         | 5   | 3   | 2   |      | 2    |      |     |     |     |     |     | 3   | 1407  | 49  |
| 4    | Ferrari     | 4   | 4   |     |      |      |      |     |     |     |     |     |     | 330   | 12  |
| Pos. | Costruttore | DAY | DAY | SEB | BEL‡ | WGL1 | WGL2 | LIM | ELK | LGA | LBH | VIR | ATL | Punti | MEC |

‡ Evento senza punti.

#### Classifica Grand Touring Daytona (GTD)
| Pos. | Costruttore  | DAY | DAY | SEB | MOH | BEL‡ | WGL1 | WGL2‡ | LIM | ELK | LGA | LBH | VIR | ATL | Punti | WTSC | MEC |
| Pos. | Costruttore  | Q   | R   | SEB | MOH | BEL‡ | WGL1 | WGL2‡ | LIM | ELK | LGA | LBH | VIR | ATL | Punti | WTSC | MEC |
| ---- | ------------ | --- | --- | --- | --- | ---- | ---- | ----- | --- | --- | --- | --- | --- | --- | ----- | ---- | --- |
| 1    | Porsche      | 2   | 4   | 1   | 5   | 7    | 4    | 8     | 4   | 1   | 1   | 2   | 1   | 2   | 3425  | 2605 | 48  |
| 2    | Lamborghini  | 3   | 3   | 11  | 3   | 2    | 2    | 10    | 2   | 7   | 2   | 1   | 2   | 7   | 3290  | 2652 | 34  |
| 3    | Aston Martin | 6   | 5   | 3   | 4   | 1    | 3    | 3     | 1   | 4   | 5   | 6   | 5   | 1   | 3239  | 2642 | 38  |
| 4    | Lexus        | 4   | 13  | 6   | 2   | 4    | 6    | 1     | 3   | 5   | 6   | 4   | 3   | 3   | 3129  | 2636 | 29  |
| 5    | BMW          | 1   | 6   | 8   | 1   | 6    | 1    | 12    | 5   | 2   | 4   | 16  | 12  | 10  | 3089  | 2401 | 27  |
| 6    | Acura        | 11  | 11  | 4   | 5   | 3    | 12   | 6     | 9   | 9   | 9   | 8   | 14  | 6   | 2747  | 2245 | 26  |
| 7    | Audi         | 16  | 15  |     | 7   | 8    | 4    | 4     | 6   | 10  | 7   | 5   | 7   | 9   | 2487  | 2252 | 18  |
| 8    | Mercedes-AMG | 5   | 1   | 9   | 8   | 5    | 5    | 5     |     | 14  |     | 7   | 8   | 4   | 2300  | 1649 | 33  |
| 9    | Ferrari      | 7   | 8   |     |     |      |      |       |     |     |     | 10  |     |     | 526   | 252  | 13  |
| 10   | McLaren      |     |     |     |     |      |      |       |     |     |     |     |     | 12  | 243   | -    | 6   |
| Pos. | Costruttore  | DAY | DAY | SEB | MOH | BEL‡ | WGL1 | WGL2‡ | LIM | ELK | LGA | LBH | VIR | ATL | Punti | WTSC | MEC |

‡ I punti contano solo per il campionato WeatherTech Sprint Cup.

### Premi Trueman/Akin
I programmi Trueman / Akin Driver Award riconoscono piloti eccezionali nelle classi LMP2 e GTD che, pur non essendo piloti professionisti, si sono affermati e le loro credenziali di guida nella comunità delle corse attraverso il loro talento, impegno e determinazione. Questi premi vengono assegnati a quei Piloti in base alle loro prestazioni individuali, alle prestazioni dei loro Team e al loro contributo di guida al risultato di Gara della loro Vettura.
I punti Trueman e il trofeo di fine stagione Jim Trueman vengono assegnati ai piloti idonei della classe LMP2. I punti Akin e il trofeo di fine stagione Bob Akin vengono assegnati ai piloti idonei della classe GTD.

#### Classifica Premio Jim Trueman
| Pos. | Pilota          | DAY | SEB | WGL1 | WGL2‡ | ELK | LGA | ATL | Punti |
| ---- | --------------- | --- | --- | ---- | ----- | --- | --- | --- | ----- |
| 1    | Ben Keating     | 7   | 1   | 2    | 1     | 3   | 1   | 2   | 2230  |
| 2    | John Farano     | 2   | 3   | 4    | 3     | 2   | 2   | 1   | 2190  |
| 3    | Steven Thomas   | 5   | 4   | 1    | 2     | 4   | 3   | 3   | 2090  |
| 4    | Dwight Merriman | 1   | 2   | 5    |       | 1   | 4   | 5   | 1820  |
| 5    | Thomas Merrill  | 5   | 4   | 1    |       |     |     | 3   | 1190  |
| 6    | James McGuire   |     | 5   | 3    |       |     |     | 4   | 840   |
| 7    | Eric Lux        | 3   |     |      |       |     |     |     | 300   |
| 8    | Salih Yoluç     | 4   |     |      |       |     |     |     | 280   |
| 9    | Roberto Lacorte | 6   |     |      |       |     |     |     | 250   |
| 10   | Frits van Eerd  | 8   |     |      |       |     |     |     | 230   |
| 11   | Dennis Andersen | 9   |     |      |       |     |     |     | 220   |
| 12   | Rob Hodes       | 10  |     |      |       |     |     |     | 210   |
| Pos. | Pilota          | DAY | SEB | WGL1 | WGL2  | ELK | LGA | ATL | Punti |

#### Classifica Premio Bob Akin
| Pos. | Pilota              | DAY | SEB | MOH | WGL1 | LIM | ELK | LGA | LBH | VIR | ATL | Punti |
| ---- | ------------------- | --- | --- | --- | ---- | --- | --- | --- | --- | --- | --- | ----- |
| 1    | Rob Ferriol         | 10  | 10  | 11  | 10   | 12  | 8   | 8   | 9   | 10  | 8   | 3090  |
| 2    | John Potter         | 11  | 4   | 9   | 12   | 13  | 13  | 9   | 14  | 14  | 6   | 2980  |
| 3    | Richard Heistand    |     |     | 7   | 9    | 6   | 10  | 7   | 5   | 7   |     | 2370  |
| 4    | Till Bechtolsheimer |     |     | 8   |      | 11  | 9   | 11  | 8   | 15  |     | 1840  |
| 5    | Don Yount           | 15  |     |     | 4    |     | 11  |     |     |     | 9   | 1180  |
| 6    | Kenny Habul         | 2   | 9   |     | 14   |     |     |     |     |     |     | 930   |
| 7    | Ben Keating         | 7   |     |     |      |     |     |     |     |     |     | 320   |
| 8    | Brendan Iribe       |     |     |     |      |     |     |     |     |     | 12  | 280   |
| 9    | Ryan Hardwick       |     |     | 12  |      |     |     |     |     |     |     | 260   |
| =    | Bret Curtis         | 14  |     |     |      |     |     |     |     |     |     | 260   |
| =    | James Sofronas      |     |     |     |      |     |     |     | 15  |     |     | 260   |
| =    | Kyle Washington     |     |     |     |      |     |     |     | 15  |     |     | 260   |
| 12   | Shane Lewis         |     |     |     |      |     | 14  |     |     |     |     | 250   |
| =    | Alan Metni          | 15  |     |     |      |     |     |     |     |     |     | 250   |
| 14   | Ted Giovanis        | 17  |     |     |      |     |     |     |     |     |     | 240   |
| 14   | Hugh Plumb          | 17  |     |     |      |     |     |     |     |     |     | 240   |
| Pos. | Pilota              | DAY | SEB | MOH | WGL1 | LIM | ELK | LGA | LBH | VIR | ATL | Punti |